# Galera catalana
|  | Per a altres significats, vegeu «Galera (desambiguació)». |

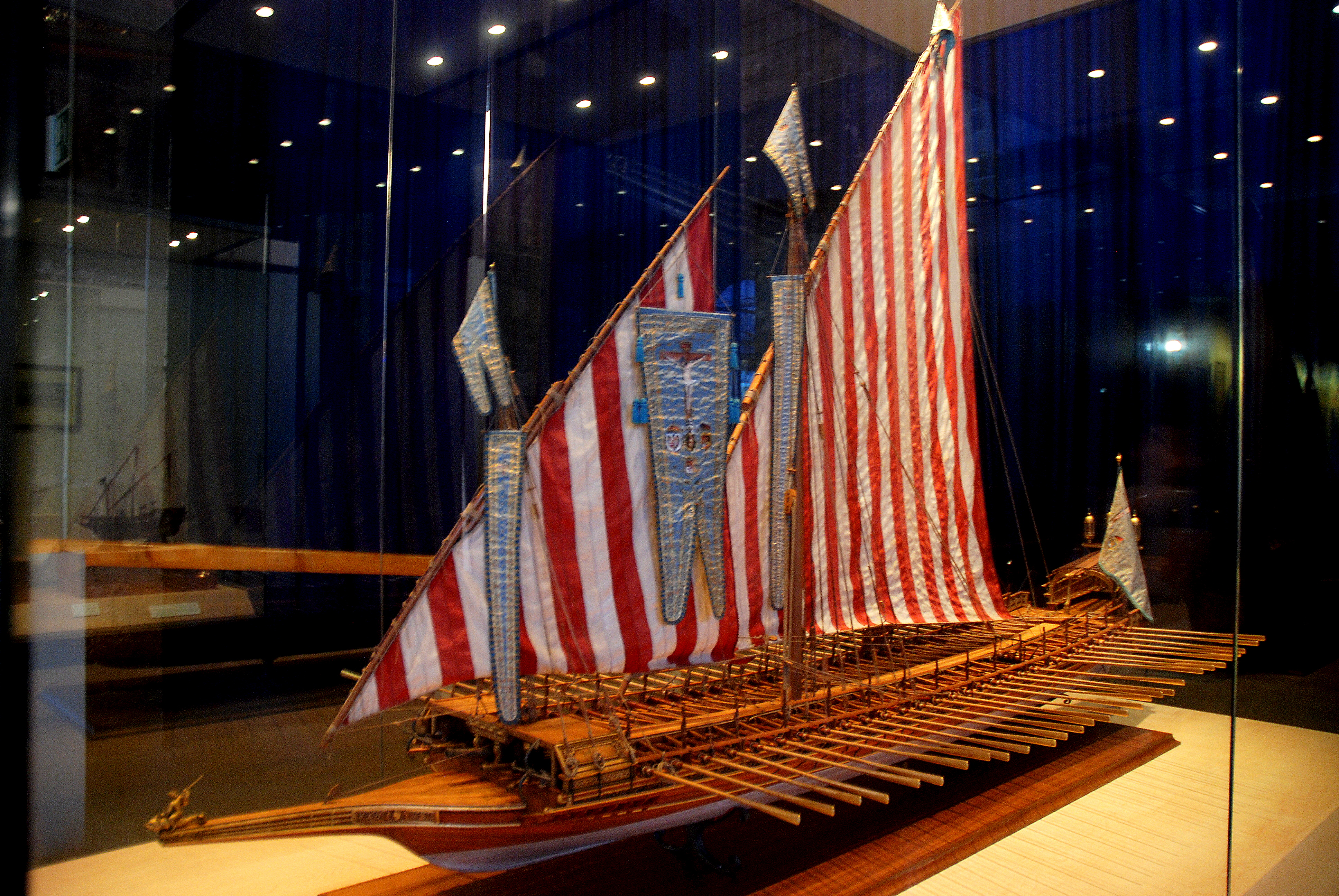
Model de la "La Reial"

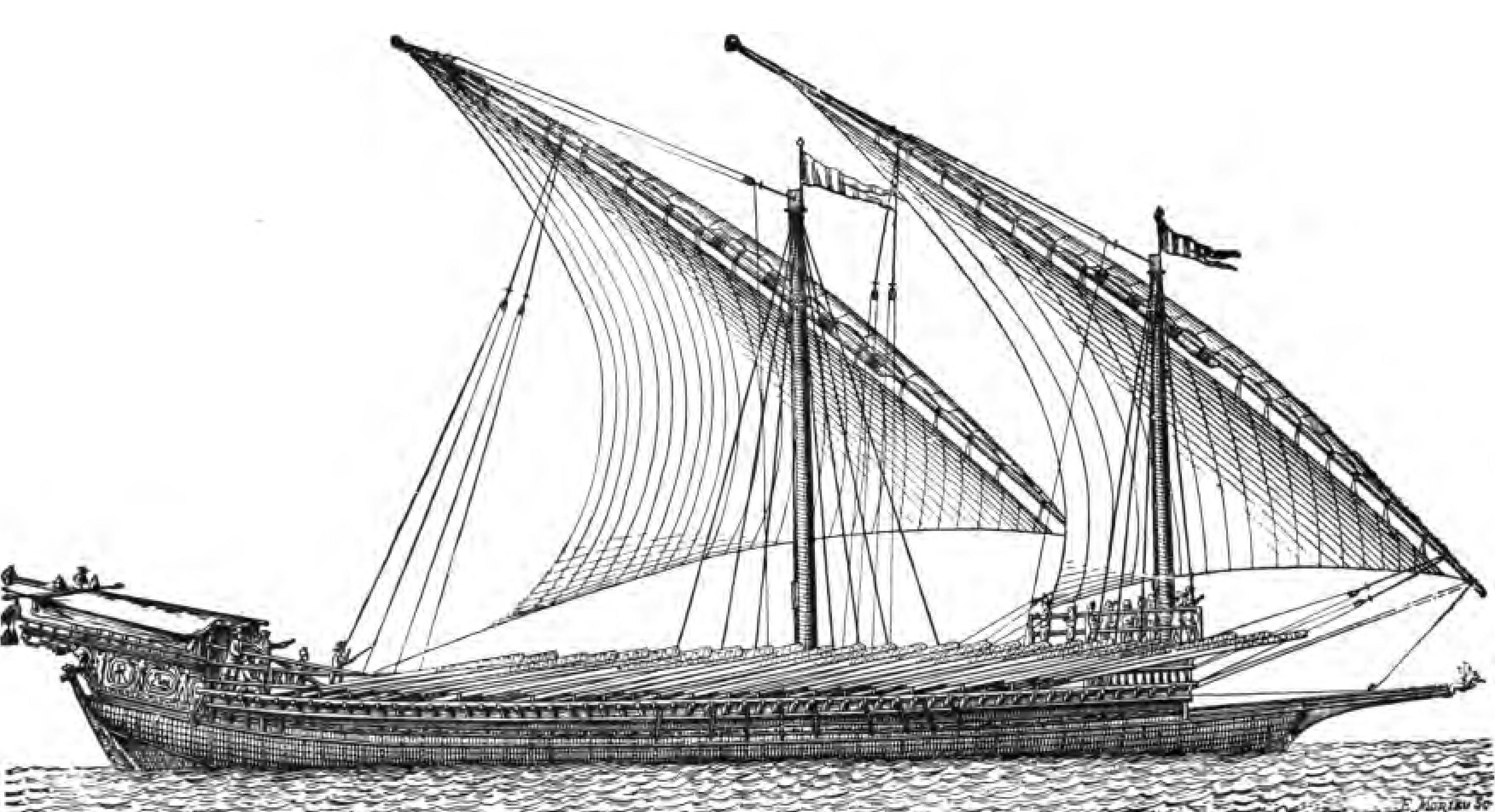
Galera catalana navegant a un llarg

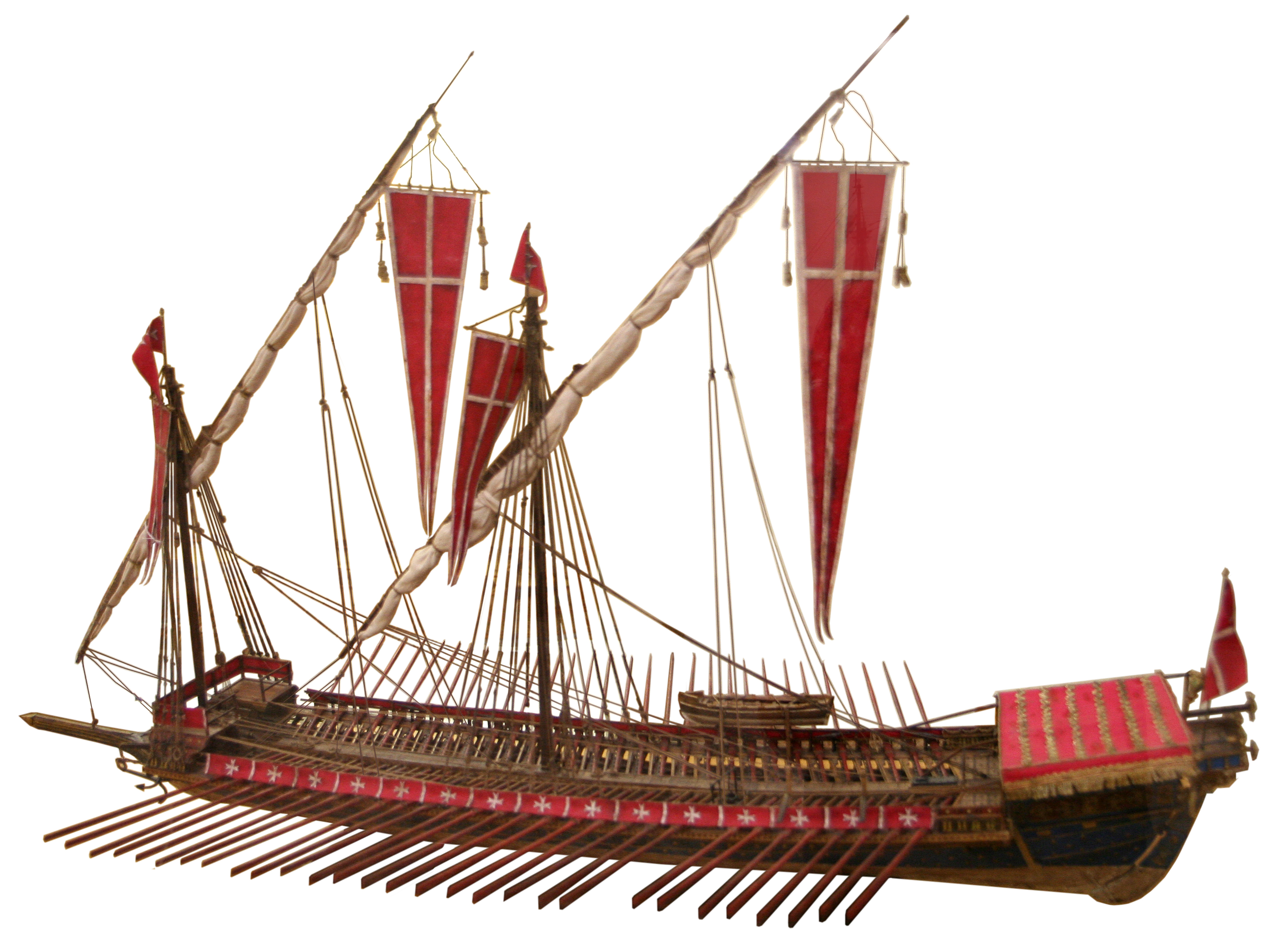
Galera maltesa, d'estil català

La galera catalana (antigament galea) fou un tipus de vaixell de guerra i de comerç, propulsat completament per la força dels rems i de vegades per la del vent, gràcies a la presència d'arbres amb les seves veles (normalment llatines). Té entitat pròpia respecte les galeres de les altres nacions marítimes (referenciades només a partir del s.XIII), atès que el Coromines aporta una referència d'una galera catalana de l'any 1120 (100 anys abans que les altres).
Com a mínim a partir del segle xii, els catalans van construir les "galeres catalanes", fent-ne un ús extensiu per a les tasques de guerra amb les diferents repúbliques marítimes (com enemigues o com aliades) o per al comerç amb la majoria de ports de la Mediterrània, garantint les rutes comercials amb els consolats de catalans. El seu ús va començar a declinar a partir del segle xvii, quan van ser progressivament substituïdes pels velers, extingint-se definitivament a finals del segle xviii.

## Etimologia
El nom "galera", per a una nau catalana, està documentat al segle xii (l'any 1120); és derivat de l'antic terme galea, i aquest del grec γαλέoς (galeos), és a dir "forma de peix", perquè la forma d'aquesta mena de vaixells en l'època del seu principal exponent recordava la forma de peix: una forma llarga i subtil.

## Història

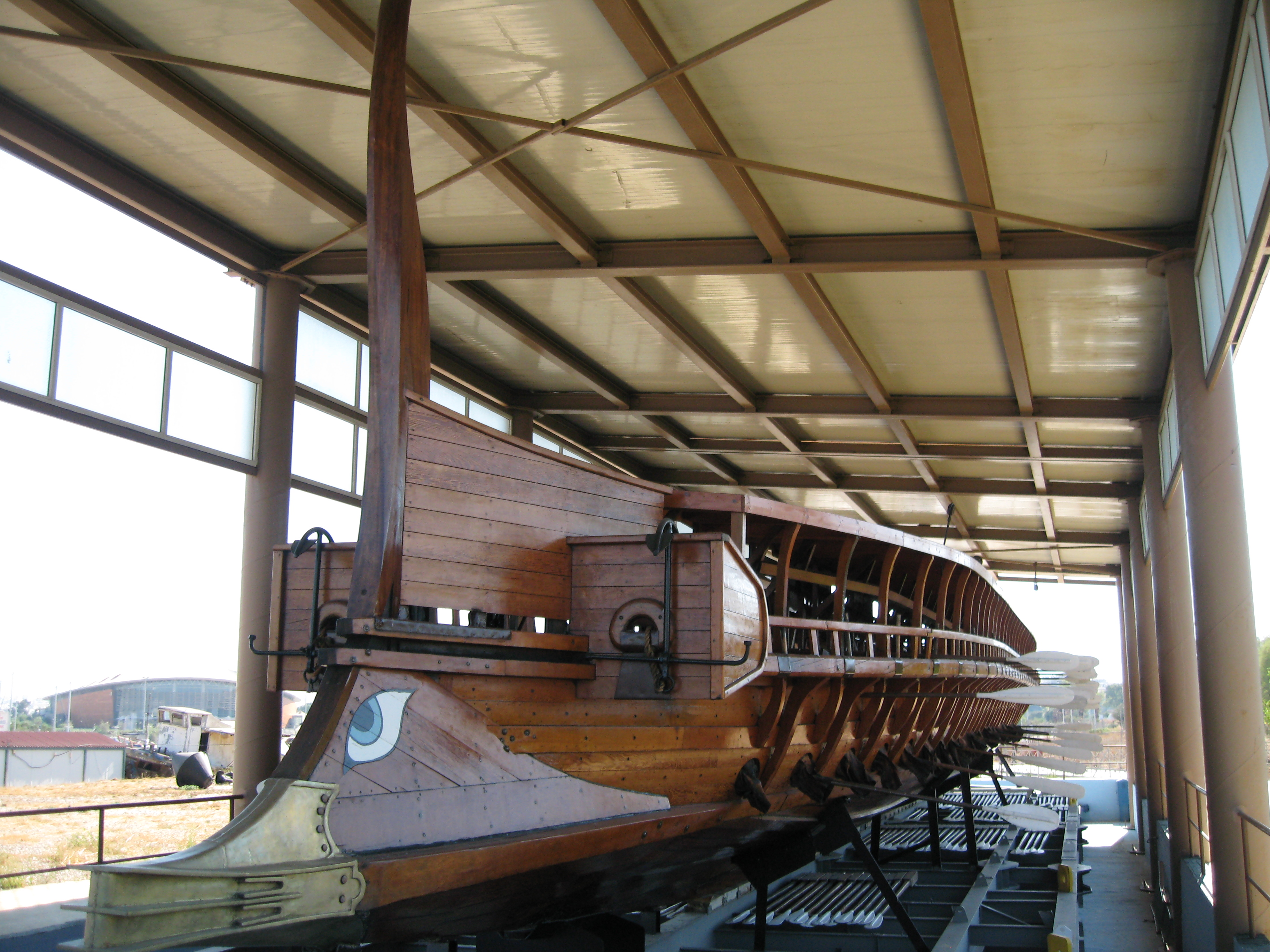
Reconstrucció del trirrem Olympias

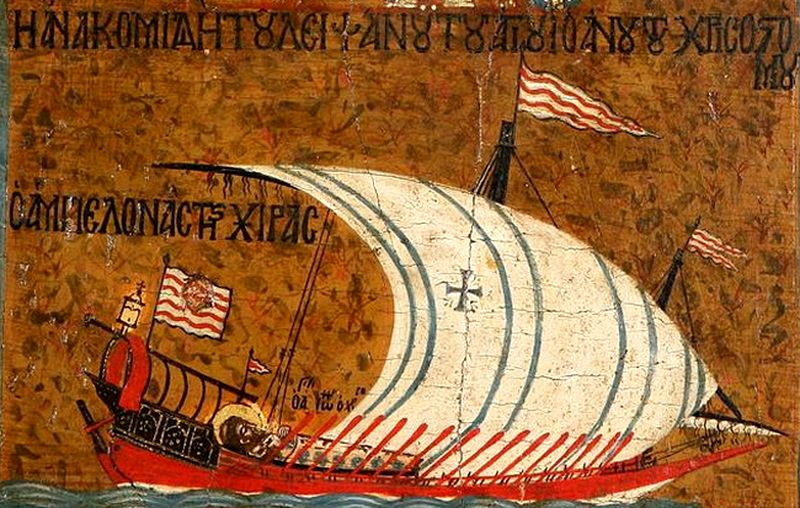
Galiota d'estil català (galera petita)

La galera catalana és l'evolució natural dels antics vaixells grecs, com aquells descrits en la Ilíada i l'Odissea. Els diferents tipus de vaixells grecs tenien una forma del tot anàloga, però eren d'una grandària més reduïda.
La construcció de vaixells més grans va ser possible, en l'època clàssica, amb la innovació dels rems disposats sobre més ordres a ambdós costats de la nau: el millor compromís entre grandària i maniobrabilitat va ser assolit amb la trirrem, és a dir un vaixell amb tres ordres de rems, que va substituir la pentecontera. En la batalla de Salamina (480 aC) la flota d'Atenes ja estava constituïda gairebé completament per trirrems. Més rars, però sempre presents, eren vaixells amb un nombre més gran d'ordres de rems, i van ser adoptats en particular pels romans
La forma d'aquests vaixells va quedar pràcticament sense canvis fins a principis de l'edat mitjana, quan l'Imperi Romà d'Orient va desenvolupar els dromons, una forma intermèdia entre els àgils trirrems i les galeres, un pel més grans.
En el segle xii (la 1a referència és de l'any 1211), a Occident, amb l'inici del desenvolupament de la marina catalana, van aparèixer diferents tipus de galeres catalanes, uns vaixells híbrids ideats no solament pels avantatges que tenien els vaixells de rems, sinó també pel fet d'associar dues característiques en el mateix tipus de vaixell: el seu ús com vaixell de guerra i com vaixell mercant.
Cap a finals de l'Edat Mitjana es va inventar el sistema de rem amb escàlem, en el qual 4-5 remers feien força sobre el mateix rem. Els remers podien ser homes lliures assalariats o reclutats per sorteig (en cas de guerra), també podien ser esclaus o bé presoners condemnats a galeres per un cert nombre d'anys: el terme català galiot deriva efectivament del la paraula galera.
Finalment la galera va ser substituïda progressivament pel galió propulsat solament a vela, molt més gran i potent: a part de tenir una més gran potència de foc, aquest podia afrontar els rumbs oceànics, que amb l'increment del tràfic amb Amèrica van esdevenir més importants. Inventat a Espanya, els primers en adoptar-lo van ser els països de la costa atlàntica, sobretot Anglaterra. Però, en canvi, en el Mediterrani, en ple segle xvii, la galera era encara el vaixell de guerra d'ús més comú.

## Característiques

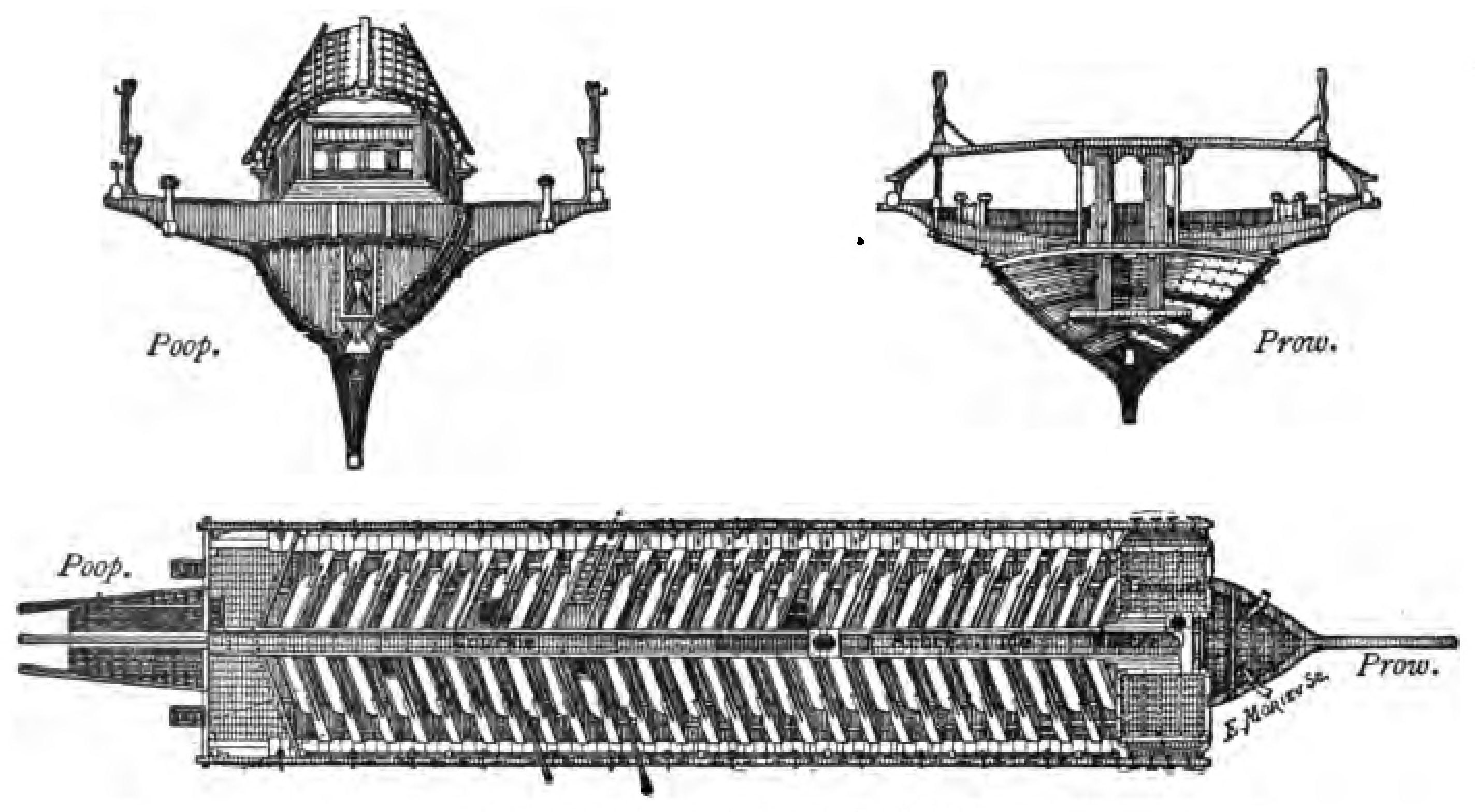
Seccions d'una galera catalana

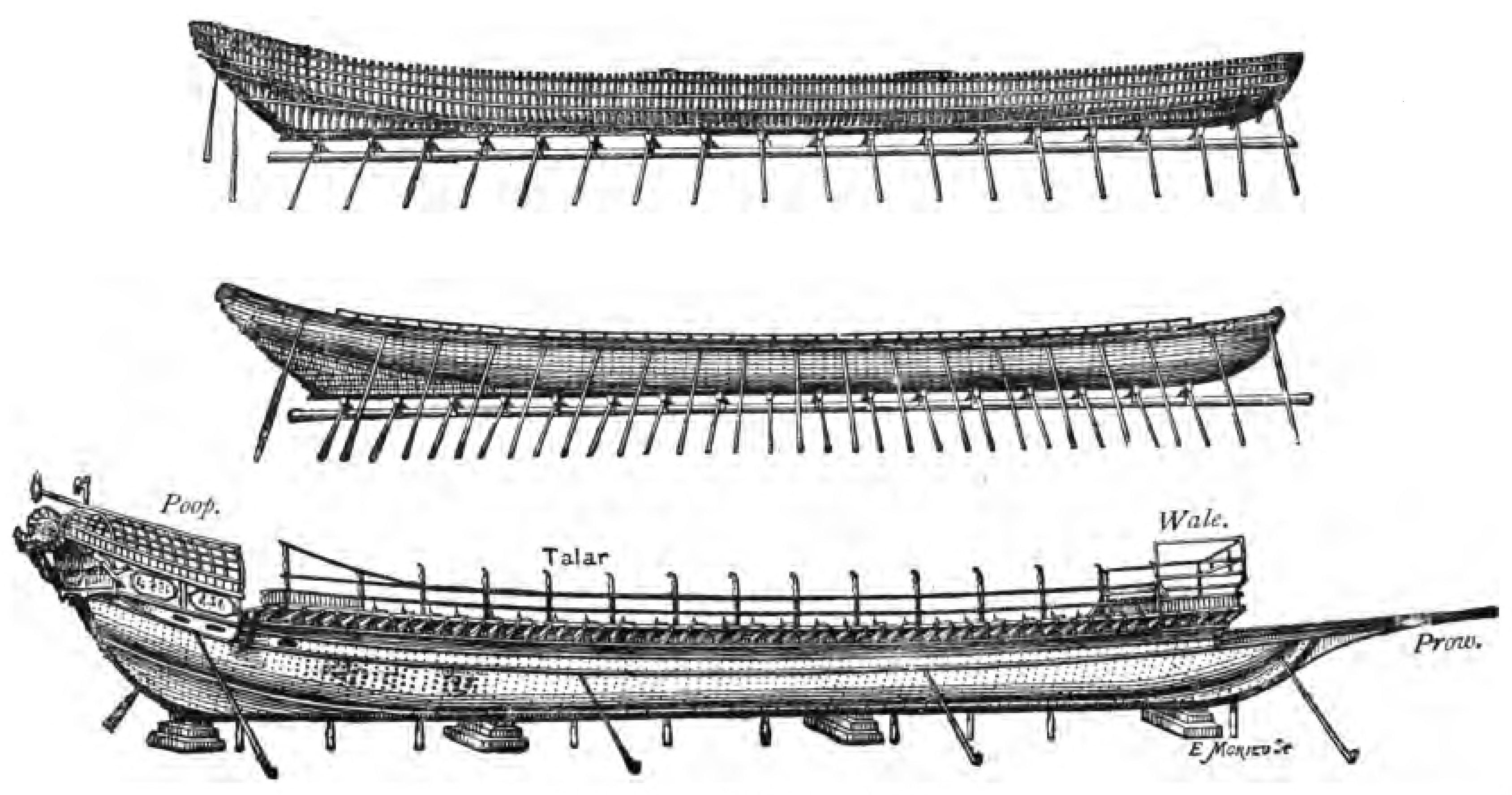
Etapes de construcció d'una galera catalana

Hi va haver exemples de galeres catalanes de fins a 60 m d'eslora i 6 m de mànega, amb un esperó emergent fixat a la proa, que servia per a esperonar les naus adversàries i llavors poder llançar els ganxos per passar a l'abordatge. La propulsió a rem feia la galera catalana veloç i maniobrable en tota condició; les veles quadres o llatines permetien explotar el vent quan bufava en la bona direcció.
La forma llarga i estreta de les galeres, ideal sobretot en batalla i per obtenir una bona velocitat (que en vaixells que no planegin queda limitada per l'eslora), anava en detriment de l'estabilitat, i les tempestes i el mar gruixut les podien fer sotsobrar: per això s'utilitzaven preferentment durant la temporada estival, com a molt fins a la tardor; està documentat per Joan d'Àustria que les galeres hivernaven: "...el ynbernadero del rio de Tortosa de que hallo aquí gran relacion y al comendador mayor (Lluis de Requesens) y a don Sancho les pareçe que es el mejor que S M tiene en toda España..". Si el viatge ho permetia, feien una navegació de cabotatge, és a dir a prop de les costes, ja que la poca capacitat de la seva bodega obligava a diverses etapes pel proveïment sobretot d'aigua, que els remers, pel continu esforç físic, consumien en gran quantitat. Tanmateix, encara que la galera estava poc adaptada a la navegació oceànica s'empraven en el comerç amb Anglaterra i la resta de ports del mar del Nord i se'n van fer a Barcelona per a la carrera d'Índies.
Des del segle XIV al segle xvi, en què el seu ús militar fou molt important, les galeres catalanes es classificaven en tres categories, en funció de la seva mida, sent de major a menor, grosses, bastardes i subtils. La tripulació de les galeres catalanes incloïa quaranta ballesters en les grosses i trenta en les subtils, amb missió d'atacar amb sagetes i viratons les cobertes enemigues. La galera reial o almirall estava fora de la classificació.

### Galera almirall
La galera almirall era una galera gran, a la qual acompanyava una esquadra subtil, o lleugera, de galeres i llenys a rem. Regulaven la subordinació, premis, càstigs, perills i guanys.
Els homes d'armes constituïen la guàrdia de l'almirall, al qual, en combat, mai havien de deixar desemparat, fins a perdre la vida. El seu armament ordinari eren els ja esmentats ballesters, excepte allò que disposés l'almirall. Era gent apropiada per als abordatges, i lluitaven en totes les ocasions; el seu premi era una quarta part del botí, a part del que l'almirall els pogués prometre. La presa més desitjada era l'armadura del cap i tot el que portessin els enemics en el moment de l'abordatge, ja que una vegada consumat aquest, prescrivien els seus drets. Tota la gent d'armes era comandada directament per l'anomenat conestable.

### Combat
A bord de les galeres catalanes, els combats amb altres galeres es resolien solament a l'abordatge, en els quals les tripulacions s'enfrontaven cos a cos i, a partir del segle xvi, amb dispars d'arcabús. De vegades els remers també s'unien a la lluita.
Comparades amb els galions de mida mitjana, que tenien de dotze a vint canons de més calibre i abast, les galeres eren d'estructura fràgil poc resistent al foc enemic, disposant com a màxim de cinc canons a proa. En el combat la baixa estructura de les galeres era sobrepassada per les altes bordes dels galions, mentre que la seva tripulació disparava des de les cobertes, més altes.

### Els ballesters "en taula"
Els ballesters foren les forces ofensives més importants a bord d'una galera tradicional. I convisqueren molts anys amb els arcabussers i artillers. Ramon Muntaner era partidari dels ballesters professionals, només enrolats per a fer de ballesters (ballesters contractats en la taula d'acordar; d'aquí la denominació "en taula").
Era preceptiu que tot mariner amb funcions de ballester en les galeres havia de tenir dues ballestes de dos peus i una altra d'estrep (que portava un estrep per a parar-la), tres-cents passadors, casc d'acer, perpunt o cuirassa i espasa o sabre. El mateix armament havien de portar els ballesters d'ofici en naus menors.
- Les galeres eren les mateixes. Les galeres normals només duien dos remers per banc: un palomer i un postic. Les galeres amb terçols anaven amb un tercer remer a cada banc: el terçol. Eren més ràpides però el nombre de ballesters professionals era més reduït.
- Alguns estudiosos estrangers han volgut traduir (sense justificació ni encert) la "taula" per una mena de castell o reforç de protecció que només portaven les galeres catalanes.[14][15][16][17]

### Velocitat
Una característica fonamental d'un vaixell de guerra és la velocitat de desplaçament. En les galeres catalanes depenia, principalment, de la seva propulsió (a rem o a vela) i del seu rumb relatiu. Hi ha diversos estudis que indiquen valors de velocitat de navegació. En un dels casos es parla d'una veloctat de cinc nusos mentre que un altre estudi indica sis nusos.

## Construcció d'una galera
Una galera es construïa en un escar o grada, natural o artificial. El primer que calia era "plantar les estepes", disposar uns taulons anivellats que formaven la base de la construcció.
La construcció pròpiament dita començava amb la col·locació de la quilla (tradicionalment anomenada carena), la roda de proa i la seva contraroda. Les quadernes eren de diverses peces: medissos i estameneres. El medís s'afermava a la carena, en posició aproximadament horitzontal i perpendicular. A cada banda del medís s'hi unia una estamenera (en castellà "varenga"). Medissos i estameneres anaven encavalcats (de costat) per a formar una unió prou sòlida.
Un cop col·locades totes les quadernes sobre la quilla o carena, es reforçava el conjunt amb el paramitjal o sobrequilla. S'unien els caps superiors de les quadernes amb un trancanell longitudinal a cada banda i es muntaven els baus, travessers de banda a banda.
El conjunt de peces anteriors, reforçat amb la cinta i la contracinta (a cada banda) i els contovals (un a cada banda), formava l'estructura resistent o esquelet de la galera. Només restava posar-hi el folre i la coberta.
- El folre estava format per llates o planxes col·locades per testa o a topall ("carvel" en anglès).
- Cal recordar que una galera era un vaixell gairebé tancat del tot per la coberta i, en aquest sentit, relativament estanc a les onades que trencaven en coberta. Els remers anaven a l'exterior. Aquesta qualitat de vaixell estanc "a priori" quedava contrarestada per la fragilitat estructural del conjunt, que determinava unes qualitats mediocres per a resistir tempestes fortes.
- Una part important era el calafatament, la pintura i l'espalmat de l'obra viva.[22]

### Parts d'una galera
- Arboradura
- Buc
- Bacallars
- Ballesteres
- Batalloles i batalloletes
- Cambra de voga
- Castell de proa (corulla, ramblada o arramblada)
- Castell de popa
- Cossia
- Escalemeres
- Escandalar
- Esperó
- Jous
- Paradís
- Postisses
- Quilla
- Tabernacle
- Tendal
- Veles

### Quaderna mestra

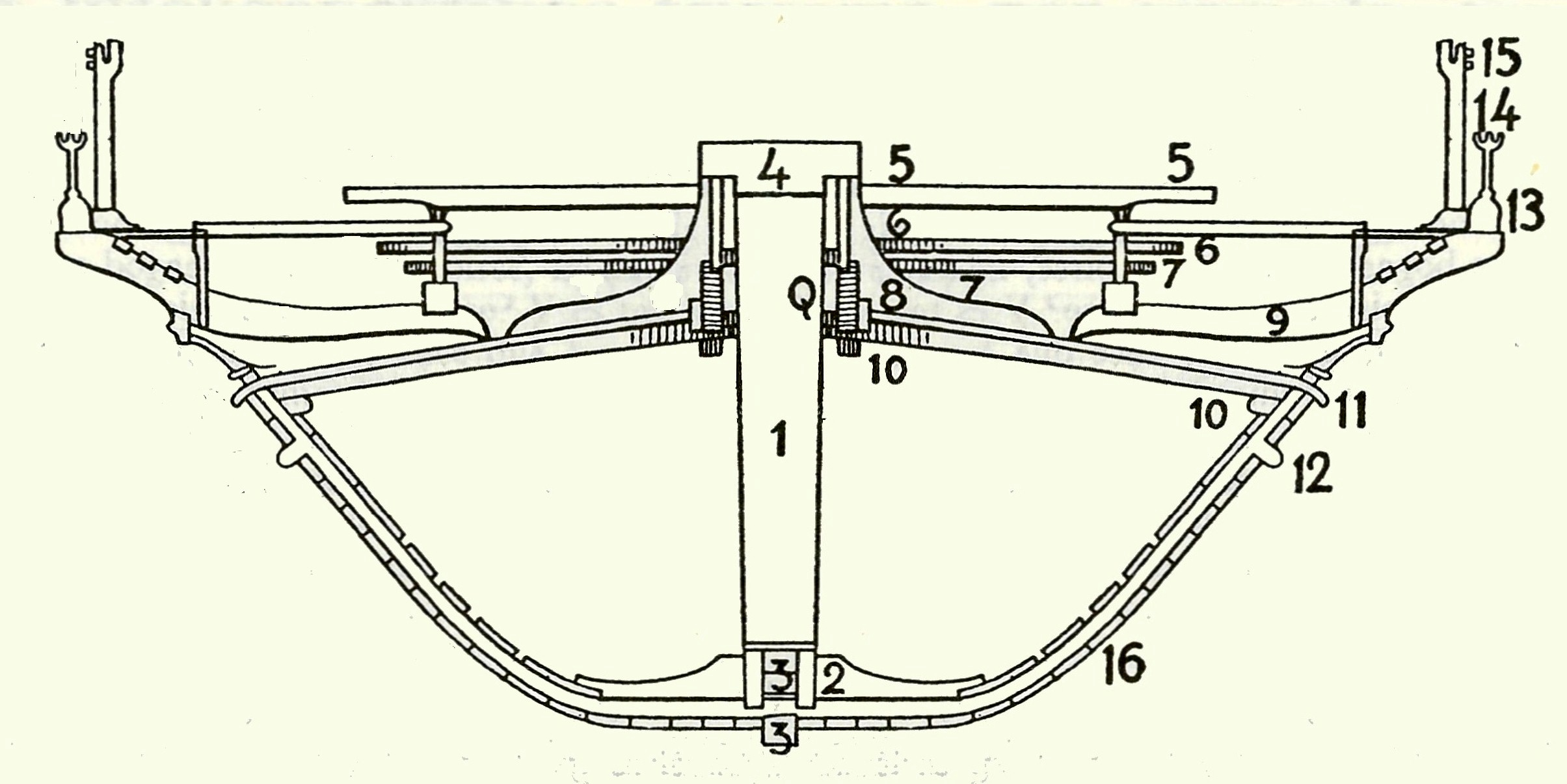
Secció a nivell de la quaderna mestra de La Reial. Noms:
1, suport de l'arbre mestre o major; 2, corba de subjecció de la carlinga de l'arbre (carlinga=paramola); 3, quilla i sobrequilla; 4, clau de l'arbre ; 5, banc o bancada; 6, travessa per engrillonar els remers; 7, banqueta per a suport dels peus dels remers; 8, corba; 9, bacallar; 10, coberta; 11, trancanell; 12, cinta; 13, postisses; 14, batallola; 15, batallola per a les pavesades; 16, folre

### Distribució sota coberta
En les galeres més antigues la distribució de l'espai sota coberta no està ben documentada. És clar que calia guardar les armes defensives i ofensives, els queviures i l'aigua (i altres líquids per a beure, cuinar o amanir el menjar). Un espai molt important estava ocupat per les veles, el cordam de recanvi, les àncores, les fustes, l'eixàrcia en general. Pel que fa a les galeres dels segles xvi i xvii, la informació és una mica més precisa.
Pantero Pantera (any 1614) indicava la divisió de l'espai útil en sis cambres:
- cambra de popa (amb un petita cambra tancada, l'escandaleret)
- escandelar
- cambra del companatge
- pallol
- cambra del mig
- cambra de proa

La distribució interior indicada per Pantero Pantera és molt semblant a la que figura en un inventari de la galera Patrona de Catalunya (anys 1617-1618).
- L'inventari anterior dona molts detalls de terminologia, esmenta les cinc escales d'accés a les cambres i indica particularitats de portes, lliteres i lluernes (entre altres).
- Un gravat que mostra una galera en secció es pot trobar al Glossaire nàutique (Augustin Jal).[26]
- L'obra Les derniers jours de la marine à rames par le vice-amiral Jurien de La Gravière (1885) indica una bodega d'una galera distribuïda en onze cambres. I inclou un gravat amb la secció d'una galera. (Aquesta obra pot consultar-se a Gallica.)

#### Terminologia
Els compartiments de la cala d'una galera rebien noms determinats. Tot i que hi havia diferents distribucions possibles, les cambres existents eren molt semblants. També eren similars les seves funcions. La taula següent resumeix les cambres d'una galera i la seva terminologia.
| Nom de la cambra | Català                                    | Francès                                   |
| ---------------- | ----------------------------------------- | ----------------------------------------- |
| 1                | Cambrot del capità                        | Gavon                                     |
| 2                | Cambra de popa (amb escandelaret)         | Chambre de poupe (amb office)             |
| 3                | Escandelar                                | Escandolat                                |
| 4                | Cambra del companatge                     | Compagne                                  |
| 5                | Pallol, pallol del pa, pallol del bescuit | Pallot                                    |
| 6                | Pallol de la pólvora, santabàrbara        | Chambre des poudres                       |
| 7                | Cambra del mig                            | Taverne, chambre de miége                 |
| 8                | Cambra de les veles                       | Chambre des voiles                        |
| 9                | Cambra d'eixàrcia                         | Chambre des sartis                        |
| 10               | Cambra del barber o cirurgià              | Taular des malades, chambre du chirurgien |
| 11               | Cambra de proa                            | Gavon de proue, charbonnière              |

### Colors i decoració
Els bucs de les galeres es pintaven de negre o de colors llampants: vermell, verd, blau, groc... Algunes galeres anaven decorades amb luxe.
- Pere el Gran encarrega a Ramon Marquet la pintura de barques i galeres, en diversos colors.[27]

| «                                                       | Petrus Dei gratia, Rex Aragonum, fideli suo Raymundo Marcheti salutem et gratiam : Manam vos que fasats pintar les Galees et les Barches de les Galees so es á saber; les dues Galees blanques et dues bermeles, et dues grogues, et dues berts, et dues blaves, et dues seyal de Barchelona, e puys sobre tot lo pint aya Escuts Reyals en cascuna Galea et Barca. En cara manam que la Nau que fo den Vilar et una Barcha de Sanert que hom hi fassa sien pintes á senyal Reyal... | » |
| — Marina Espanola de la Edad Media. F. Javier de Salas. | |   |

- Galeres valencianes de Joan el Caçador.[28]

| «                                                            | De les grosses, la Santa María, s'ha d'aparellar pel Sant Pare, y mana que's faça en l'escandelar, axí bella cambra com se pertany, la qual sia pintada ab l'escandalar ensemps de vermell als costats e quey sien fets cayrons Reyals ab fulla dor segons ques mereix e que la cuberta sia dazur ab estels de fulla daur axí be com fer se pusca; la popa de la qual sia tota vermella e que la fornescats de totes altres coses quey sien necessaries ... Així mateix vos manam que l'altra galea grossa apellada Sent Johan, sia pintáda de vert, axí com l'altra dessús deu esser vermella e quey sia aytal diferencia que so que seria d'or en aquella ultra les armes Reyals sia dargent en aquesta, en la qual montará nostra cunyat lo Cardenal de Terovana… | » |
| — Johan I d'Aragó, pàgina 182. Josep Maria Roca i Franquesa. | |   |

### Imatges

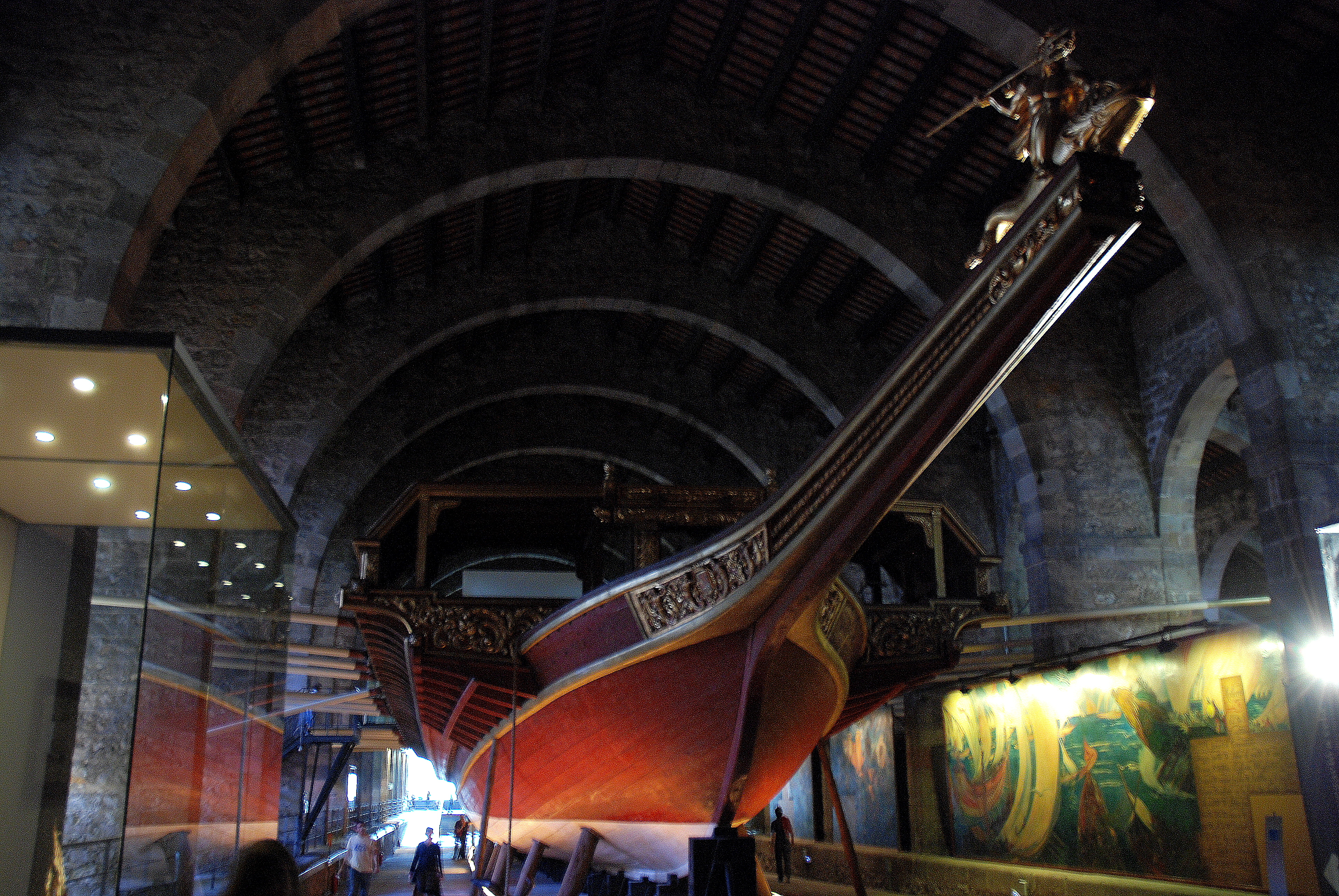
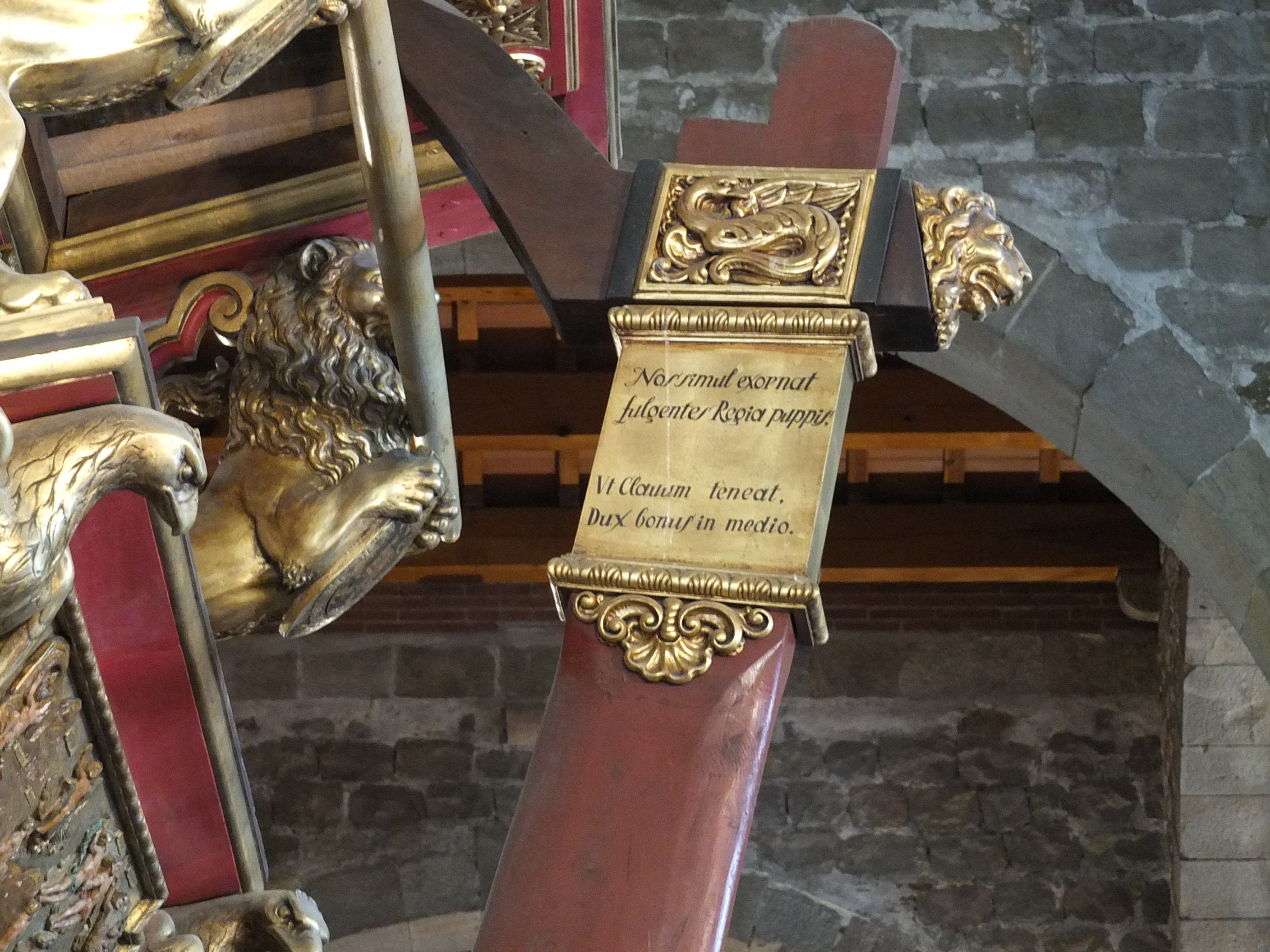
Timó
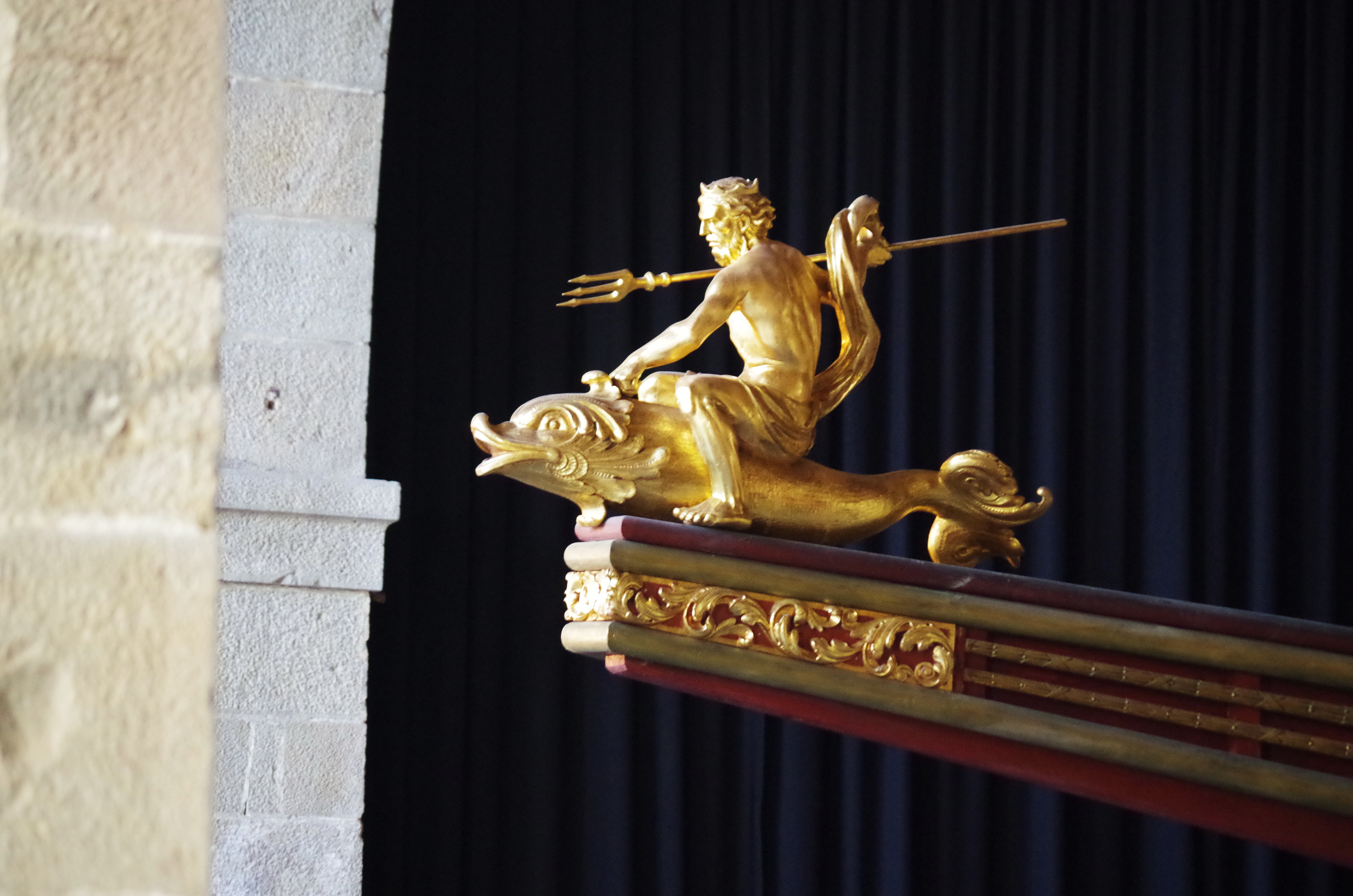
Mascaró de proa
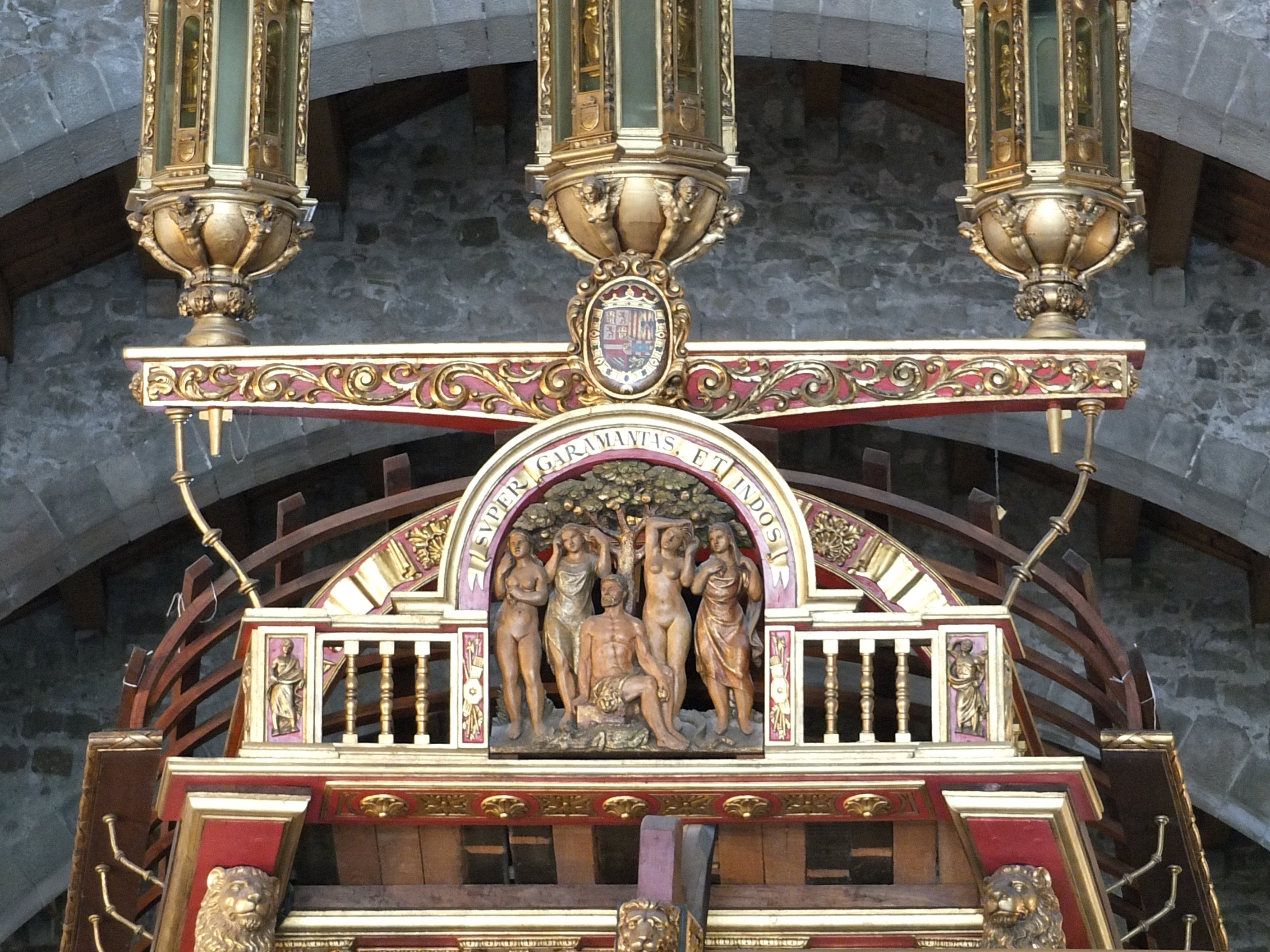
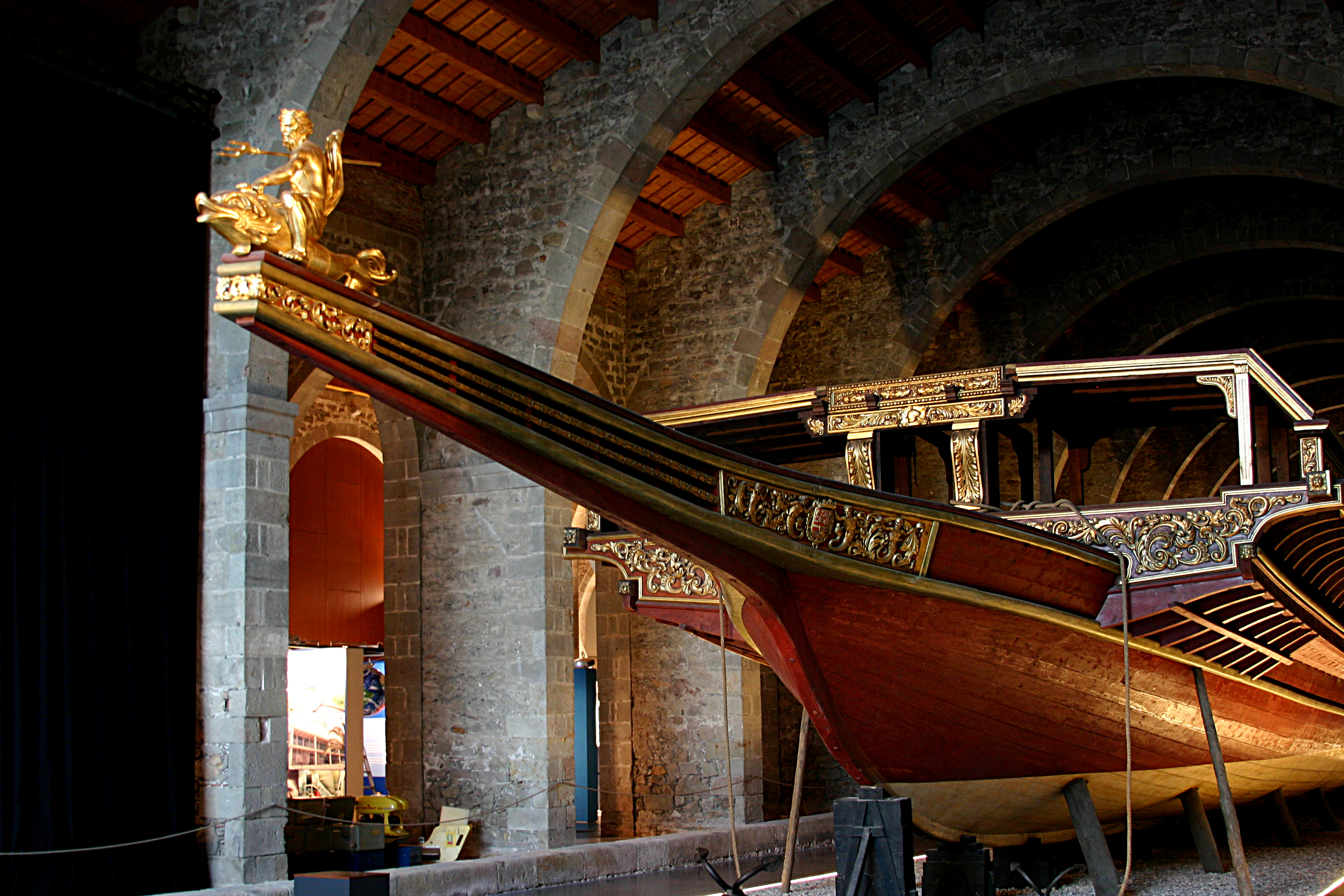
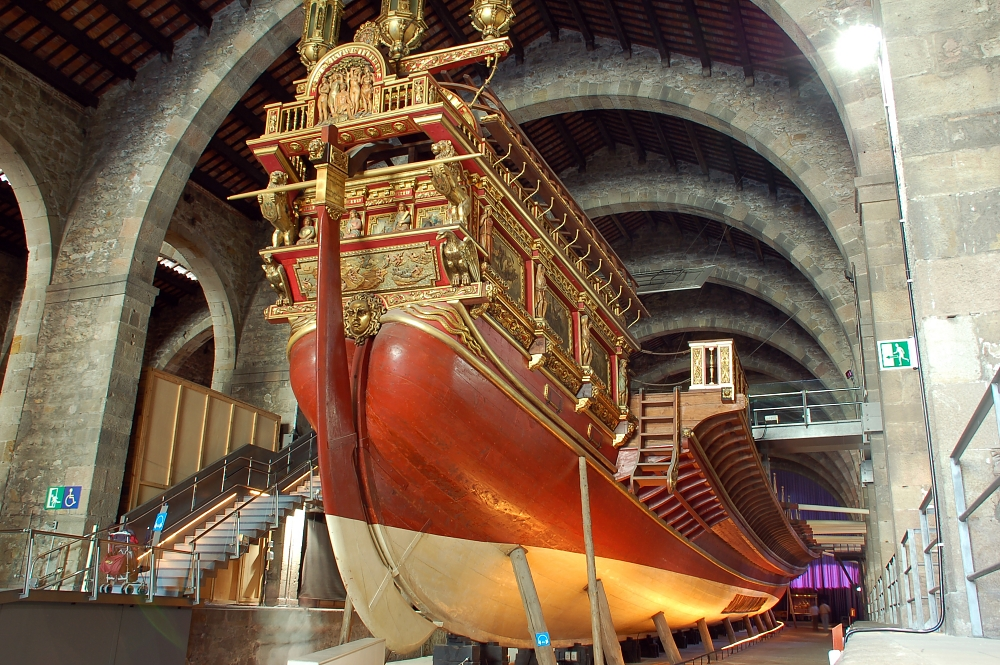

## Disposició dels rems
- A la senzilla: amb tres remers per banc o trast (cada remer amb un rem). Pel que fa a la posició dels remers en els trasts sembla que hi havia palomers, postics i terçols.
- A galotxa: en un rengle per banda (uns quants remers per rem. Normalment tres remers: el vogavant i dos més).[30][31][32][33]

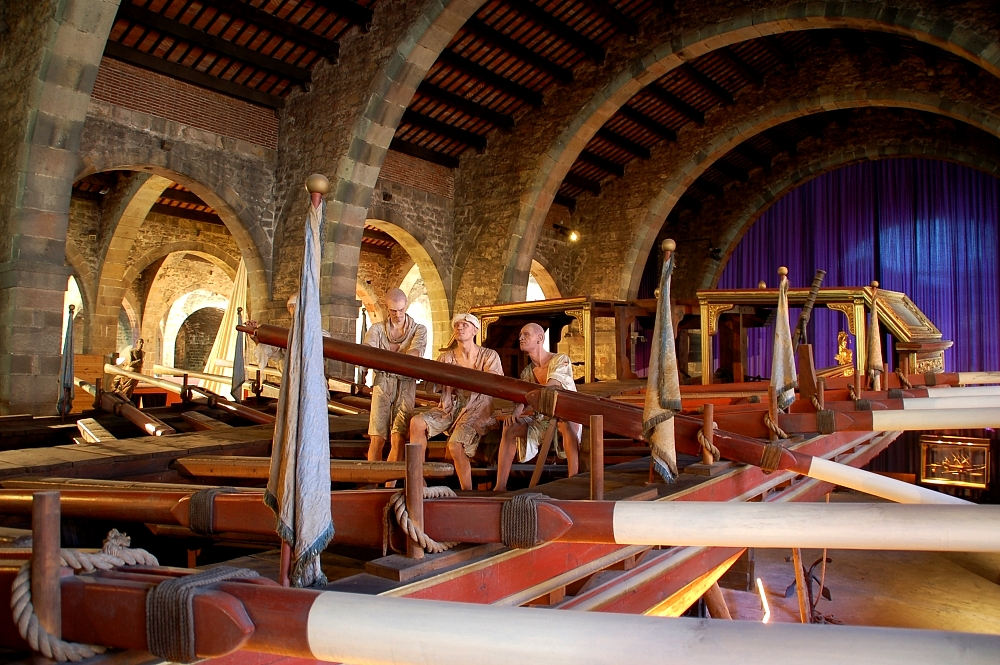
Model de galera amb remers "a galotxa". Poden observar-se els tres remers sobre un rem
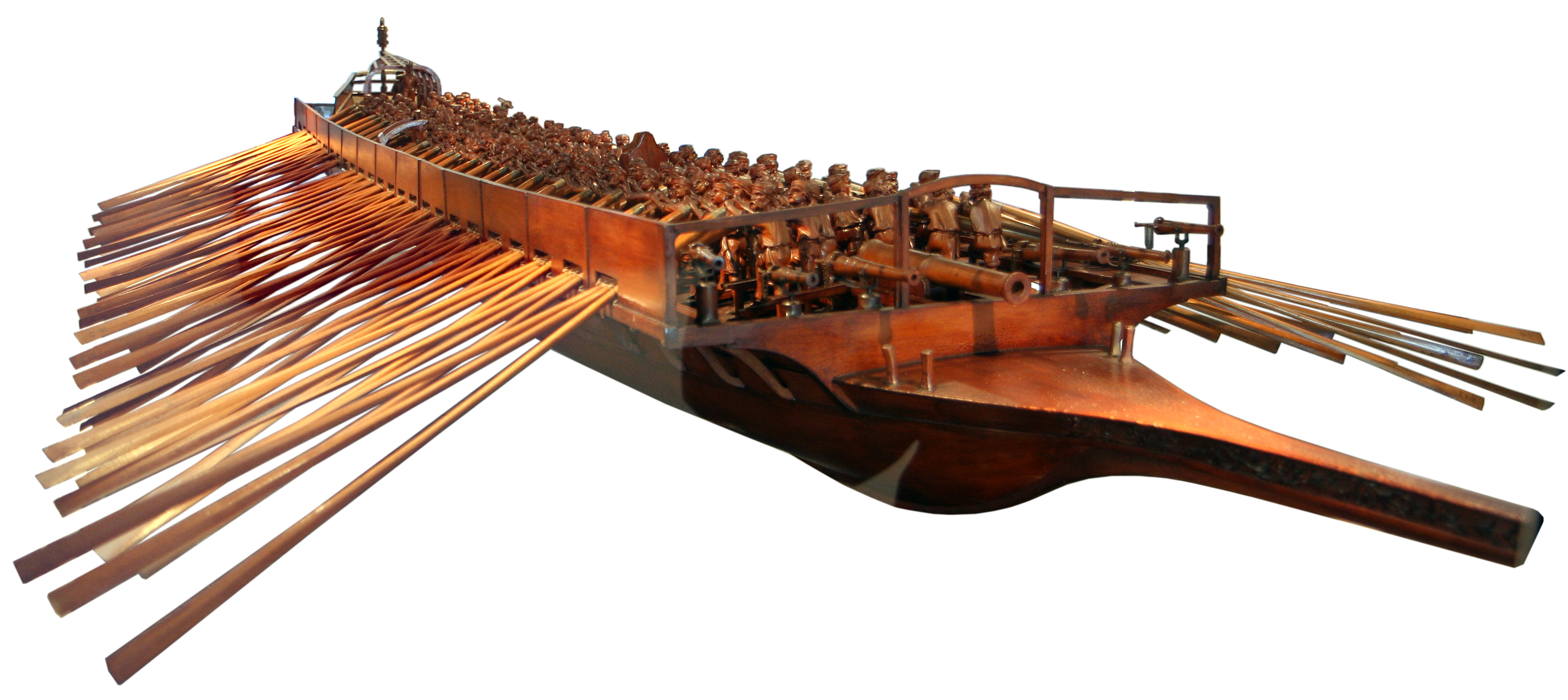
Model de galera amb remers "a la senzilla". Poden observar-se els rems en grups de tres
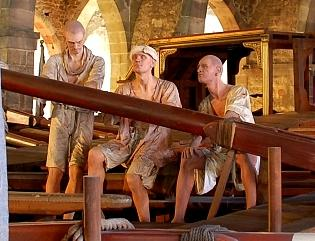
Model de galera amb remers "a galotxa" (detall). Poden observar-se els tres remers sobre un rem

### Fogó
- El fogó d'una galera dels segles XVI-XVII estava situat a la banda de babord (esquerra) i ocupava l'espai d'un rem. Així, una galera de 51 rems armava 25 rems a babord i 26 a estribord. Pel que fa a la situació longitudinal, anava situat a proa de l'arbre mestre o major. Alguns documents indiquen les dimensions de la caixa del fogó: 8 x 4 peus i vuit polzades d'alçària. La caixa estava feta amb taulons de fusta d'alzina de dos polzades de gruix i plena de terra ("argile" en l'original francès, un manuscrit de 1619).[34][35]

## Bomba de buidatge

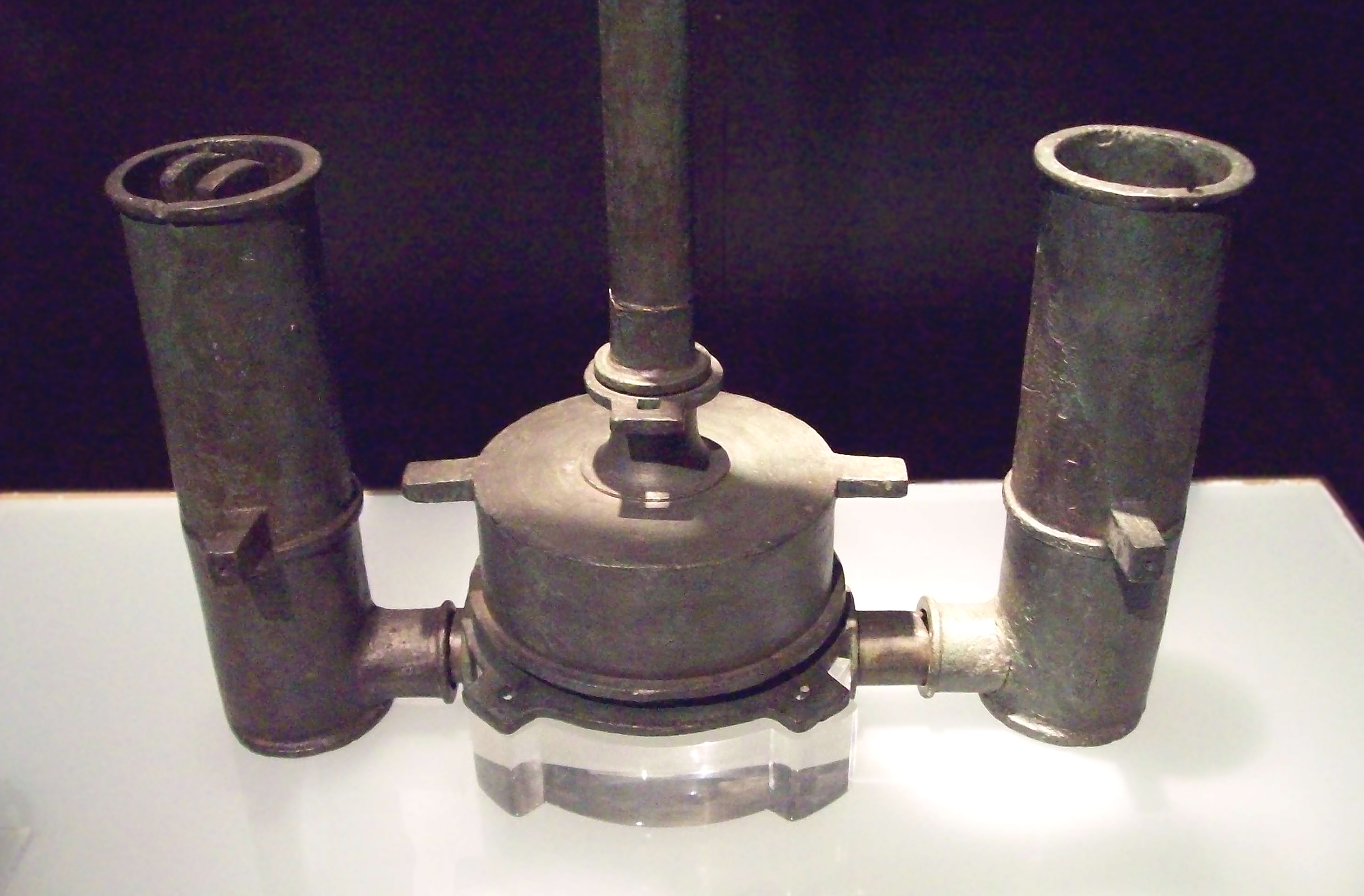
Bomba romana de bronze (segle III, Huelva)

A l'alta edat mitjana no sembla haver-hi cap referència de cap mena.
En època premoderna sí que n'hi ha alguna:
- El 1460, Miquel de Gualbes, de Barcelona, encarrega al mestre d'aixa de Mataró, Lluís Pou, entre altres coses: "...dos bels fusts rodons per dues trompes, que sien bels, de lonch e grux, a seny del dit mestre...".[36] Els "dos fusts", caracteritzen la bomba del tipus aspirant-impel·lent.
- A un inventari de les drassanes de Barcelona de 1467 s'hi pot llegir: "Un trompa de sgotar".[37]
- Uns versos del poeta Luigi Pulci "Il morgante maggiore", de 1487, parlen de com "la tromba aggottava".[38]
- El 1460, Girolamo Cardano en descriu una.[39]

## Magatzem de bombardes de Barcelona
Segons documenta la Crònica de Sant Joan de la Penya (l'any 1359), a meitat del segle XIV les galeres catalanes (les de les altres nacions van trigar un pel més), es van començar a armar amb bombardes a bord, el fet era tant important i secret que els còmits les treien d'un magatzem de Barcelona després de firmar un document en el qual deien que no les cedirien a cap nació estrangera sota pena de mort en cas de fer-ho: "...artillería que sacaban como alquilada en el gran depósito de bombardas, en el llamado Almacén del General en Barcelona..." Generalment duien una bombarda de cossia central més algunes peces de calibre inferior als costats sobre la borda. La potència d'aquestes bombardes, especialment les laterals, estava, però, limitada perquè els retrucs del dispars sacsejaven el vaixell.

## Drassanes de Barcelona

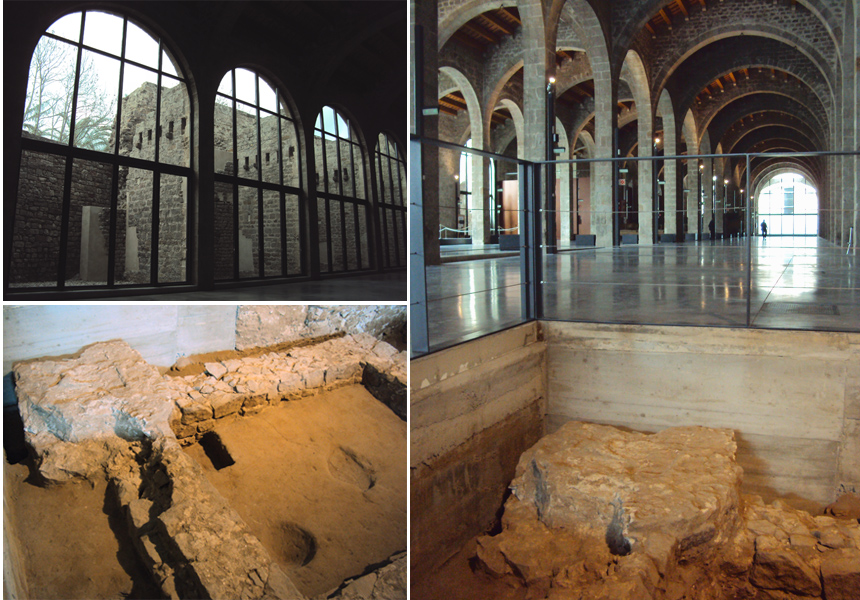
Nova vista interior de la muralla, mausoleu i nau lateral (2013)

Les drassanes de Barcelona, on es van construir galeres fins a finals del segle xvii, es poden considerar un gran complex productiu de l'època medieval i de l'edat moderna, una veritable gran fàbrica moderna: on hi treballaven centenars d'homes, amb les seves diverses activitats, suportats pels gremis corresponents, des del seu barri dins la muralla. Les galeres eren construïdes "en sèrie", anticipant les formes de la moderna cadena de muntatge. La capacitat productiva de Barcelona era impressionant per l'època: el 1571, en la imminència de la batalla de Lepant, van ser varats cinquanta vaixells promptes a anar cap a Itàlia i Grècia.
En la batalla de Lepant els catalans (entre altres) van experimentar amb òptims resultats les galiasses fetes a Barcelona. Eren galeres més grans i estables que podien embarcar bateries de canons de gran calibre i disparar en totes les direccions, en canvi, era impossible fer maniobrar les galiasses amb els rems, de manera que havien de ser remolcades per dos galeres cadascuna.

### Comandes Reials de construcció de vaixells

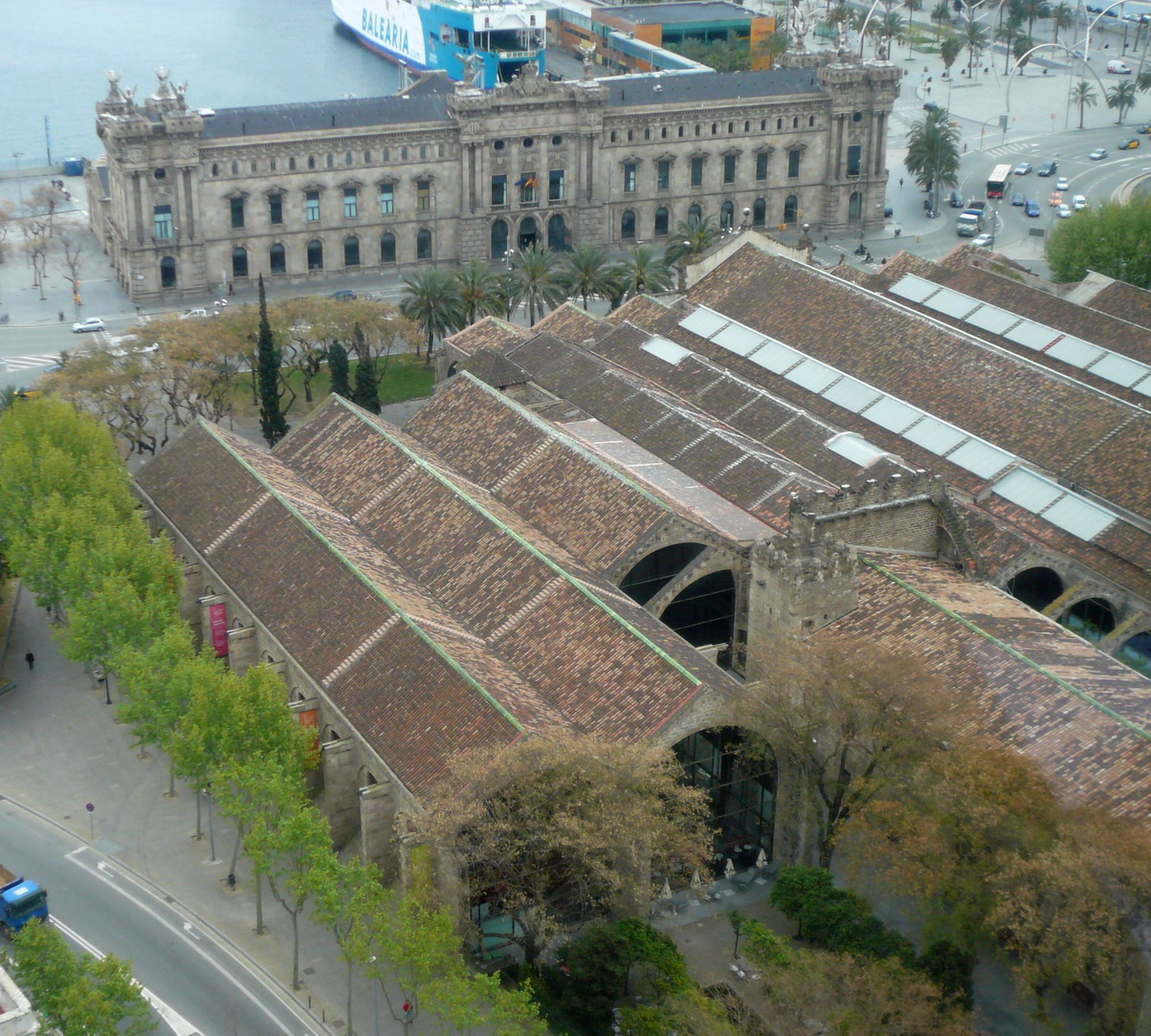
Drassanes amb la Duana impedint l'avarament de naus cap al mar

- 1527. Campanya contra Barbarossa, dels arxius secrets Venècia-Anglaterra donats a conèixer al públic:

| « | "... Orders have been given by the Emperor for the construction of 60 galleys at Barcelona, Genoa, and elsewhere. The Emperor enters the Cortes, summoned for grants of money, which is very unusual..." | » |

- 1568. La Galera Reial de Joan d'Àustria fou construïda amb fusta de melis de Tortosa.[43][44]

| «                                | Para esto despues de su elecion el año de 1568, a quinze de Enero, se dió orden al Duque de Francavila, y príncipe de Melito, que reside por Virrey en Catalunia, en Barcelona, hiziesse edificar esta galera de la mejor madera que se hallasse en estas partes, por ser el pino de Catalunia, el mejor leñame que en Assia, Africa, y Europa se halla fuera de las Indias Orientales assí porque es mas ligero que roble: como por ser mas fuerte que el pino ordinario, en tanto que se hazia en Barcelona el ornato de la popa... | » |
| — Descripción de la Galera Real. | |   |

- 1571. Campanya de la batalla de Lepant, dels arxius dels Requesens trobats per P. Bosch (IHS):

| « | "... las quatro galeras de las quales están ya varadas las dos en lugar de las que en Carthagena se dexaron y se vararon luego las otras dos que de nuevo se arman aunque en esta atarazana faltan infinitos aparejos de los que serian menester y no esta la fabrica de la nueva galera real y de otras cosas tan adelante cuanto yo pense de todo. Procurare llevar relación y el virrey dize que la causa desto es proveerse poco dinero y de tarde en tarde. Suplico a V.M-. lo mande remediar y los ocho mil ducados que el tesorero Melchor de Herrera havia de inviar serán bien menester para despachar estas galeras v ansi ando procurando que el virrey los preste de unos dineros del subsidio que aquí estavan.." ." | » |

- 1585. Frederic Despalau, drassaner major de les Drassanes de Barcelona.[6]

| «                                                                                         | A 22 de maig de 1585 volgué Sa Magestat, ab les persones reals, anar a la drassana per a veure lansar en mar unes galeres, la capitana que havie de ser de España y dos galeres que havien fetes per a navegar a les Indies, que may se n'havien fetes així, perquè eren de dos cuberts y de 20 bancs, y’s digué aprés feren bons prova per aquelles mars... Perqué en tots los regnes del rei no y à millor comoditat per a fer galeres que en Catalunya, per lo gran aparell que y à de fusta, ferro, canyem y abres y antenes y rems, que tot ho produeix la terra amb molta abundància... | » |
| — Cavallers i ciutadans a la Catalunya del Cinc-cents. Antoni Simon i Tarrés. Pàgina 125. | |   |

- 1589. Campanya de defensa de Portugal, els arxius secrets Venècia-Anglaterra donats a conèixer al públic:

| « | ".. In Cataloniahe has ordered ten galleons of six hundred tons each, lateen rigged, so as to sail better to wind; they are to be ready by March. For this purpose fifty thousand crowns have been sent to that district. The Catalans, who are entrusted with the order, declare that the time allowed is too short for the importance of the work; and even if all the wood were ready—and it is all to cut yet—it would be a hard task to complete the order in such a space of time.." | » |

## Navegació per estima a bord de les galeres catalanes

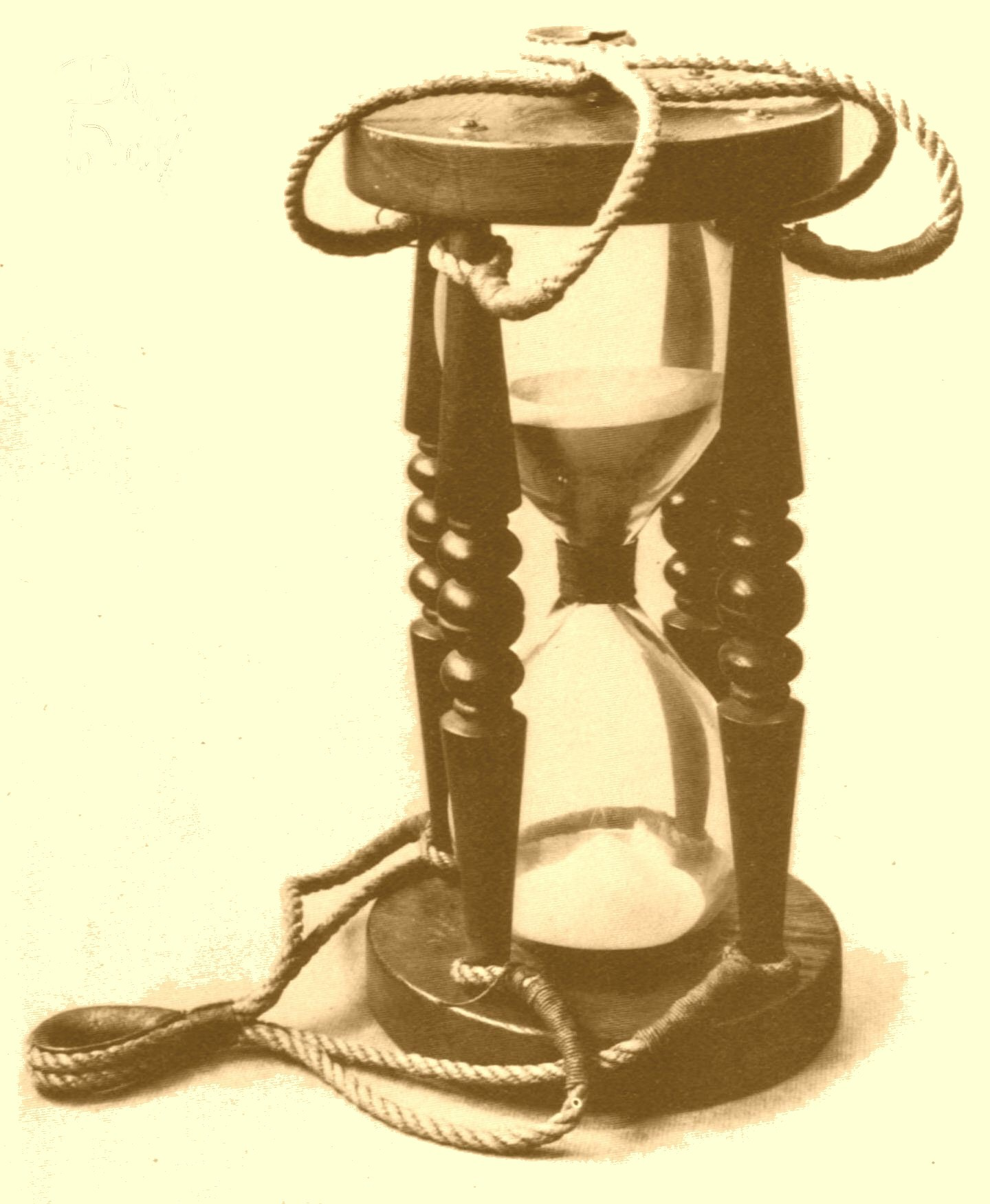
Ampolleta reversible amb un suport "penjable" de quatre columnes

Amb les navegacions atlàntiques de l'època dels descobriments -a part de la brúixola- van caldre les taules, l'astrolabi i la vara de Jacob o el quadrant, però cal dir que durant aquestes navegacions -com a les navegacions mediterrànies- la distància navegada es calculava per estima, i no és possible la "navegació per estima" sense un instrument per a mesurar el temps, com ho explica Eiximenis al dotzé del crestià.

### Ampolleta d'hores
Durant més de 500 anys (del 1300 al 1800) l'instrument per a mesurar el temps en el mar va ser "l'ampolleta d'hores". A Catalunya hi ha referències de la seva fabricació des de la meitat del segle xiv fetes de vidre transparent català segons les fórmules de l'alquimista Guillem Sedacer, emprant com a fundent la sosa obtinguda cremant la barrella (les seves cendres disoltes en aigua i colades amb un sedàs han estat la base de la "colada" per rentar la roba des del Neolític). La barrella creix en el litoral català des d'Oriola fins a Montpeller i els manuals italians de fer vidre (La Sedacina i l'Arte Vetraria) diuen: "bisogna comprare la soda di Spagna".
En un extens inventari de les coses propietat de Carles V de França que estaven en el seu poder al moment de la seva mort, el 16 de setembre de 1380. Hi ha un article citat com "heures de naviguer" de l'estudi del rei al seu castell de Saint-Germain-en-Laye, que es descriu de la següent manera:
Aquest "orloge de mer" o "heures de naviguer" li va ser enviat, com un regal, quan encara era només un príncep (sent, per tant, abans de 1356 quan va prendre el lloc del seu pare a la presó), per la seva tia Violant d'Aragó, quan li demana un manuscrit de Joan de Mandeville, "per traduir-ho a la llengua aragonesa". Aquest punt és cabdal per saber la llengua de l'original, atès que no li diu "per traduir-lo a la llengua catalana" que era la més important per ser la seva -implicant que no li feia falta cap traducció- d'altra banda, si n'hagués tingut a Catalunya una còpia en llengua catalana no hauria demanat el de la seva tia, ergo el manuscrit de Violant d'Aragó estava en català.
El més interessant d'aquesta referència de Carles V de França és que una ampolleta d'hores es defineix com "ung grant orloge de mer" ("un gran rellotge de mar"), això juntament amb el fet que la primera explicació del seu ús en el mar apareix en "el dotzé del Crestià" (treball de M. Llauradó sobre Francesc Eiximenis) i que l'hi va donar com a regal la seva tia Violant d'Aragó, suggereix que, en aquest període, la importància d'un rellotge de sorra estava comunament relacionada amb el seu ús en el mar i la seva demanda de fabricació va poder haver-se originat a partir de les necessitats de navegació de la Corona d'Aragó, un poder marítim del moment en el Mediterrani.

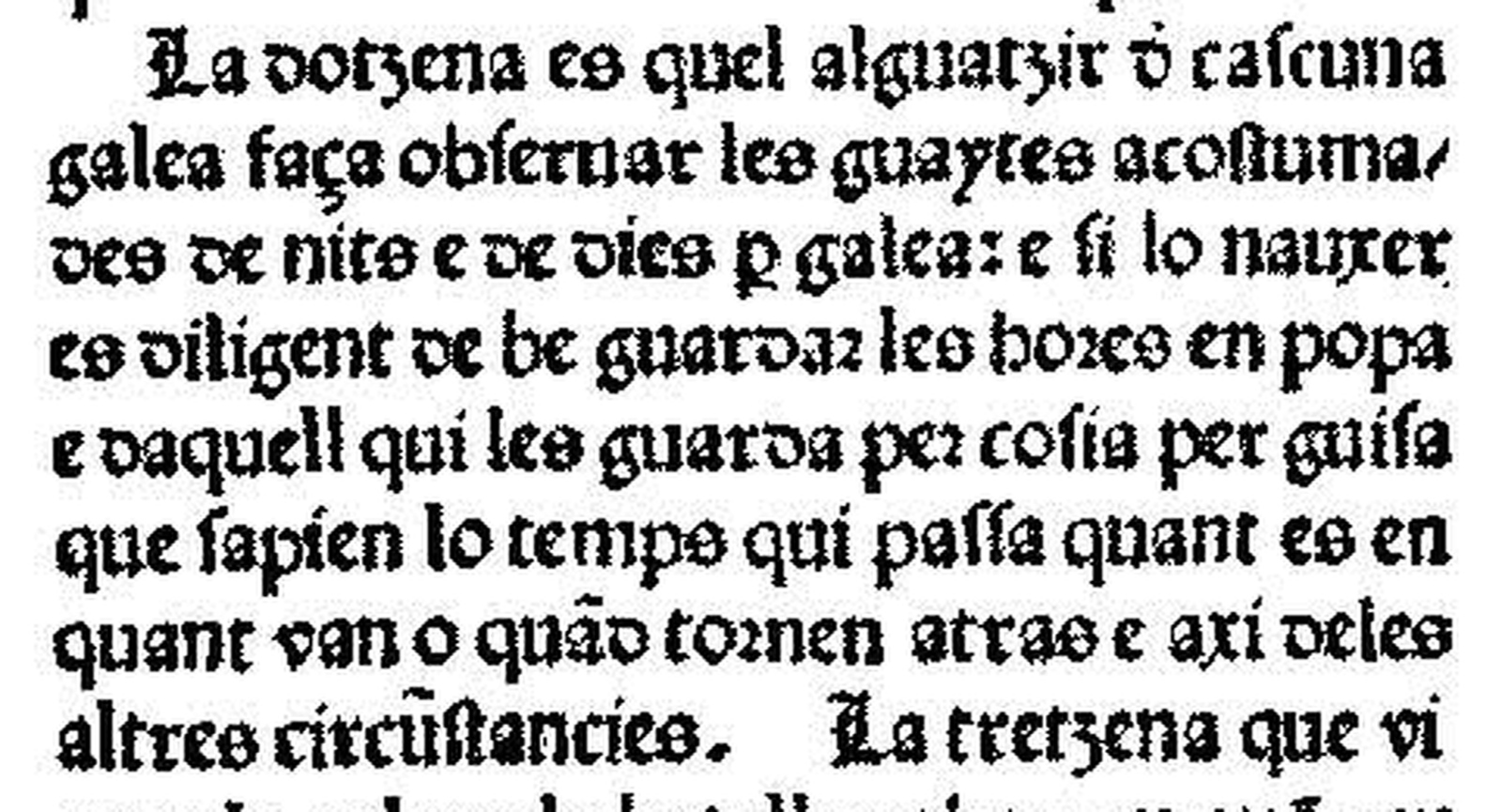
Dotzè del Crestià (Valencia-1484)

- Francesc Eiximenis en el Dotzè del Crestià parlava de la guerra naval i de la disciplina i ordre que cal observar en els vaixells. Pel que fa a la mesura del temps escrigué el següent:[47]

| «                                 | La dotzena és quel alguatzir de cascuna galea faça observar les guaytes acostumades de nits e de dies. E si lo nauxer és diligent deu bé guardar les hores en popa e daquell qui les guarda per cosia. Per guisa que sapìen lo temps qui passa quan és en quan van o quan tornen atràs e així de les altres circumstàncies. | » |
| — Dotzé del Crestià; cap CCCXXXVI | |   |

- En galeres franceses no s'ha pogut trobar cap referència fins al manuscrit francès Stolonomie dels anys 1547-1550, on diu que cada galera ha de portar: "...Quatres ampoulletes à sablon pour mespartir les gardes à heures...". Una frase molt similar a la catalana d'Eiximenis.[35]

### Les dues "cartes" obligatòries
Des de Capmany, una sèrie d'autors han repetit que les galeres catalanes havien de portar dues cartes marines (cartes portolanes) a bord, seguint les ordinacions de Bernat de cabrera de 1354.
De fet el text original diu: "Item, governs fornits d'agulles e de mapes e de leves", que caldria actualitzar en "...item, timons proveïts de passadors, de frontisses i de lleves (palanques= arjaus o canyes)...". Dit d'una altra manera: les ordinacions de Bernat de Cabrera no parlen de cartes portolanes. El que sí que semblen indicar és que els timons catalans de les galeres de l'època ja eren timons de roda.

## Fama de les galeres catalanes

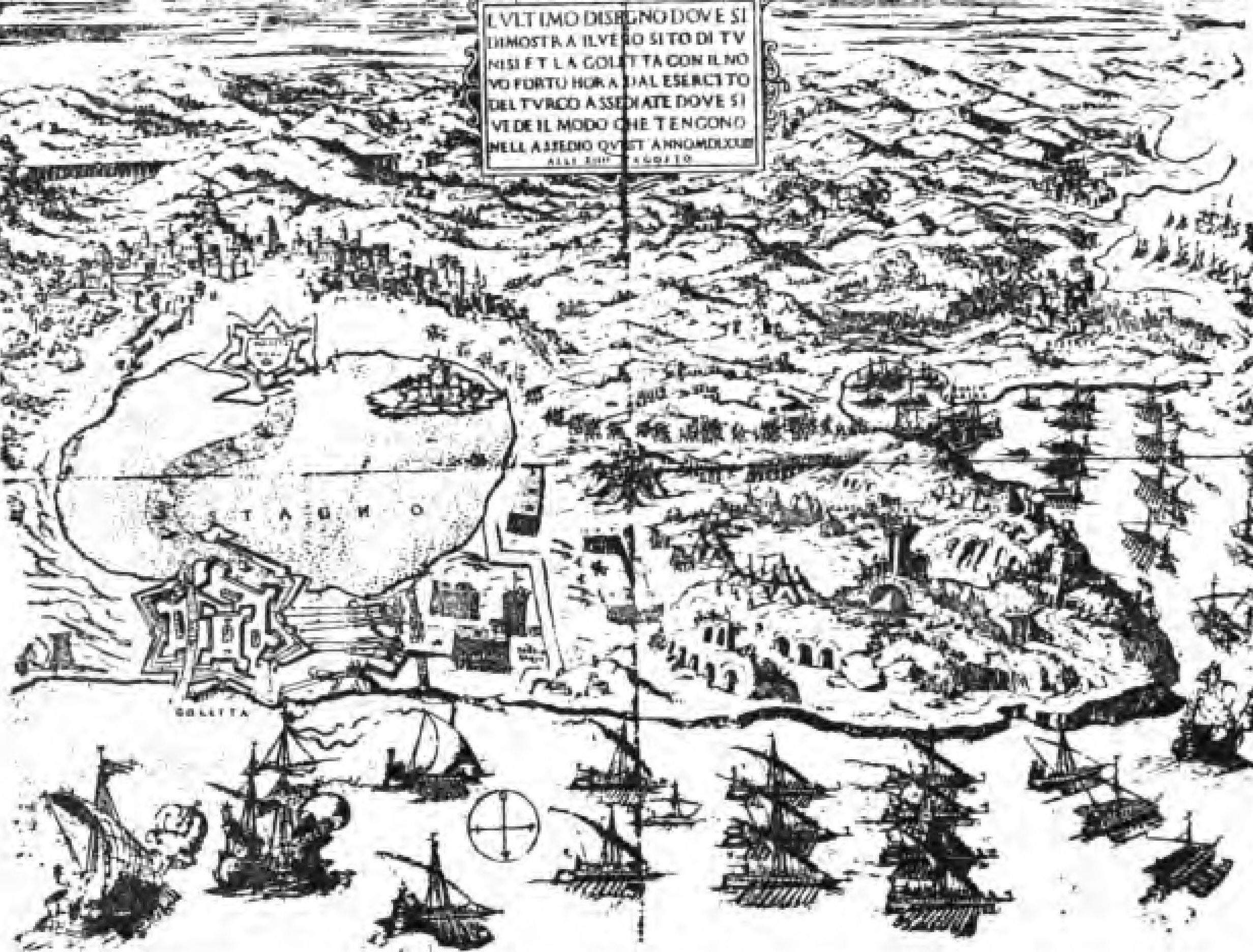
Campanya de Tunis

La designació genèrica moderna "galeres de la Corona d'Aragó" és inexacta i poc descriptiva de la realitat medieval. Fins a Ferran el Catòlic, les galeres de la Corona d'Aragó eren catalanes, valencianes o mallorquines. Sovint eren propietat de les institucions locals (Generalitat, municipis...). A vegades eren de propietaris particulars. Es posaven al servei del rei, però aquest no n'era el propietari.
Durant una època prou llarga la fama de les galeres catalanes fou reconeguda per molts.
- Benedetto Cotrugli.[59]

| «                                     | Galea vogia III hommini per bancho ogi, et have XXVIII et XXVIIII banchi. Le fuste vogano dui remi per bancho, et queste sonno de più qualitate de longeçe, ad beneplacitum XII, XVI, XX, XXIIII etc... Et realmente quisto modo de galee ando aptissimamente la nation Catallana et sondo aptissimi allo governo de quelle, perché le altre nationi armano solamente alli bisogni, et li Catalani al continuo fando lo misterio, et ciascheduno ne sa in parte et li Catallani in totum. | » |
| — De navigatione. Benedetto Cotrugli. | |   |

- Martí de Viciana.[60]

| «                                                                                            | Y assí hallamos que, en galeras, los catalanes han hecho más cosas buenas que ningunas otras nasciones, por donde resulta el refrán: “Que si en galera se haze cosa buena, el capitán á de ser catalán”. | » |
| — Martí de Viciana: Libro tercero de la Crónica de la ínclita y coronada ciudad de Valencia. | |   |

### Galeres mercants
De manera semblant a les galeres mercants venecianes, hi ha diversos casos documentats de galeres mercants catalanes.
- 1427. Galera mercant a Anglaterra.[61]
- 1429. Galera mercant feta a Narbona.[62]

## Cronologia de les diverses etapes i èpoques
- Croada pisano-catalana
- 1120. Ramon Berenguer III

| «                                                                     | ...ut habeat illi viginti galeas et de gorabs tantos id possit alchaid mitere ducentos cauallos inter christianos et sarracenos et passet illum ad maioricas... | » |
| — Orígenes históricos de Cataluña. Josep Balari i Jovany. Pàgina 657. | |   |

- Pere el Cerimoniós i Bernat II de Cabrera
  - Ordinacions sobre lo fet de la mar
  - Característiques de les galeres d'aquella època[63]

| Característica                                          | Galera grossa | Galera bastarda | Galera subtil |
| ------------------------------------------------------- | ------------- | --------------- | ------------- |
| Bancs per la banda d'estribord, amb dos remers per banc | 29            | 29              | 29            |
| Bancs per la banda de babord, amb dos remers per banc   | 28            | 28              | 28            |
| Remers totals, amb 57 bancs (NOTA 1)                    | 114           | 114             | 114           |
| Arbre trinquet, sobre coberta                           | sí            | sí              | sí            |
| Arbre mestre, sobre paramola/paramitjal                 | sí            | sí              | sí            |
| Arbre de mitjana, sobre coberta                         | sí            | sí              | sí            |
| Vela de trinquet (llop de proa, tercerol)               | 30 vessos     | 25              | 22            |
| Vela mestra o vela de mestre(artimó)                    | 40            | 35              | 30            |
| Vela de mitjana                                         | 22            | 18              | 16            |
| Ballesters                                              | 40            | 36              | 30            |

NOTA 1: un banc de la banda esquerra (babord) quedava suprimit pel fogó.
- Compromís de Casp. La Generalitat determina construir tres galeres trosselleres ("trocelleres" en l'original; fetes de trossos o peces de galeres desballestades) de 30 bancs.[68][69]
- Alfons el Magnànim
  - 1420. Salpa un estol de 26 galeres i sis galiasses.[70]
  - 1432. 26 galeres i nou naus grosses.
  - 1435. Derrota a la batalla de Ponça.
- Guerra Civil catalana.[71]
- Ferran el Catòlic va iniciar el que alguns han anomenat "persecució política" de la construcció naval catalana.[72][73] Anteriorment les galeres (de guerra) les construïen la Generalitat o personatges privats "amb permís reial" invertint diners propis. A partir de Ferran el Catòlic, els diners passen a la corona i el rei ordena la construcció de galeres, destinant una part molt petita dels impostos recaptats a la construcció naval. El resultat és conegut: destrucció virtual de la indústria naval catalana, pèrdua d'artesans i, en pocs anys, necessitat espanyola de drassanes i productes estrangers amb un encariment exorbitant dels preus.[74][75]

| «                                                                                        | Desarmáronse estas galeras por mandado de los Reyes Católicos don Fernando y doña Isabel y persuasión de frailes que les encargaron las conciencias porque tenían galeras, diciendo que Dios no tenía más de un infierno para todo el mundo, y que ellos querían tener muchos pues cada galera era un infierno. Tanta fue la obediencia que los catalanes tuvieron á sus reyes, que aunque tenían guerra con ginoveses enemigos viejos, y aunque hacían y temían el daño que después acá se les ha por esto seguido, cumplieron luego el mandamiento; y tan bueno fue el consejo de aquellos frailes, que ha sido causa de cuantas guerras y robos han hecho cosarios en estos reinos... | » |
| — Choronica de los muy nombrados Omiche y Haradin Barbarrojas. Francisco López de Gómara | |   |

- L'any 1505, Ferran el Catòlic va encarregar la construcció de nou galeres a les drassanes de Barcelona. En la correspondència conservada el rei parla de les "seves" drassanes.[73][76]
- 1529, 1535. Carles V.[77]
- 1585. Frederic Despalau, drassaner major de les Drassanes de Barcelona.[6]

### Campanyes

El "Camí dels espanyols", amb les seves variants principal i secundària, anava de Barcelona i Nàpols a Brussel·les, via Gènova-Milà.

Les més famoses campanyes on van lluitar aquests vaixells (a ambdues hi van prendre part diversos centenars de galeres) van ser a 
- La campanya de Lepant, el 1571
- La campanya de l'Armada Invencible, el 1588. Tot i que els llibres d'història no hi reconeixen la participació catalana, els arxius secrets Venècia-Anglaterra donats a conèixer al públic diuen el contrari:

| « | "... L'anglès (Drake), a part de la crema de les naus catalanes, a bord dels quals es van perdre cinquanta mil corones, va capturar un vaixell pertanyent al senyor Pedro de Valdez, amb quatre-cents cinquanta espanyols a bord, i una gran quantitat d'artilleria de campanya que havia estat utilitzada com a llast..." | » |

Altres campanyes importants:
- Campanya mediterrània d'Alfons el Magnànim 1420-1423. Totes les tropes d'Alfons el Magnànim) embarcaren a les galeres a Barcelona...
- Campanya de Granada amb el setge de Màlaga, en el 1492: "quedóse el real sin pólvora y mandó el rey dos galeras a Valencia y a Barcelona a por ella" (Cura de los palacios)
- Guerres d'Itàlia: totes les tropes de Ferran el Catòlic (així com havien fet les del seu oncle Alfons el Magnànim) embarcaren a les galeres a Barcelona...
- Campanya de Tunis el 1535: totes les tropes (així com Carles V i la seva cohort) embarcaren a les galeres a Barcelona...

A les següents guerres els terços espanyols (així com Carles V i la seva cohort) anaven en galeres catalanes de Barcelona a Gènova i els terços italians de Nàpols a Gènova, allà agafaven el Camí dels espanyols fins al seu destí
- Guerra d'Esmalcalda 1546-1547
- Guerra de Flandes 1548-1568

### Cronologia de batalles
- Combat de Nicòtena: 1282
- Combat de Malta: 1283
- Batalla del golf de Nàpols: 1284

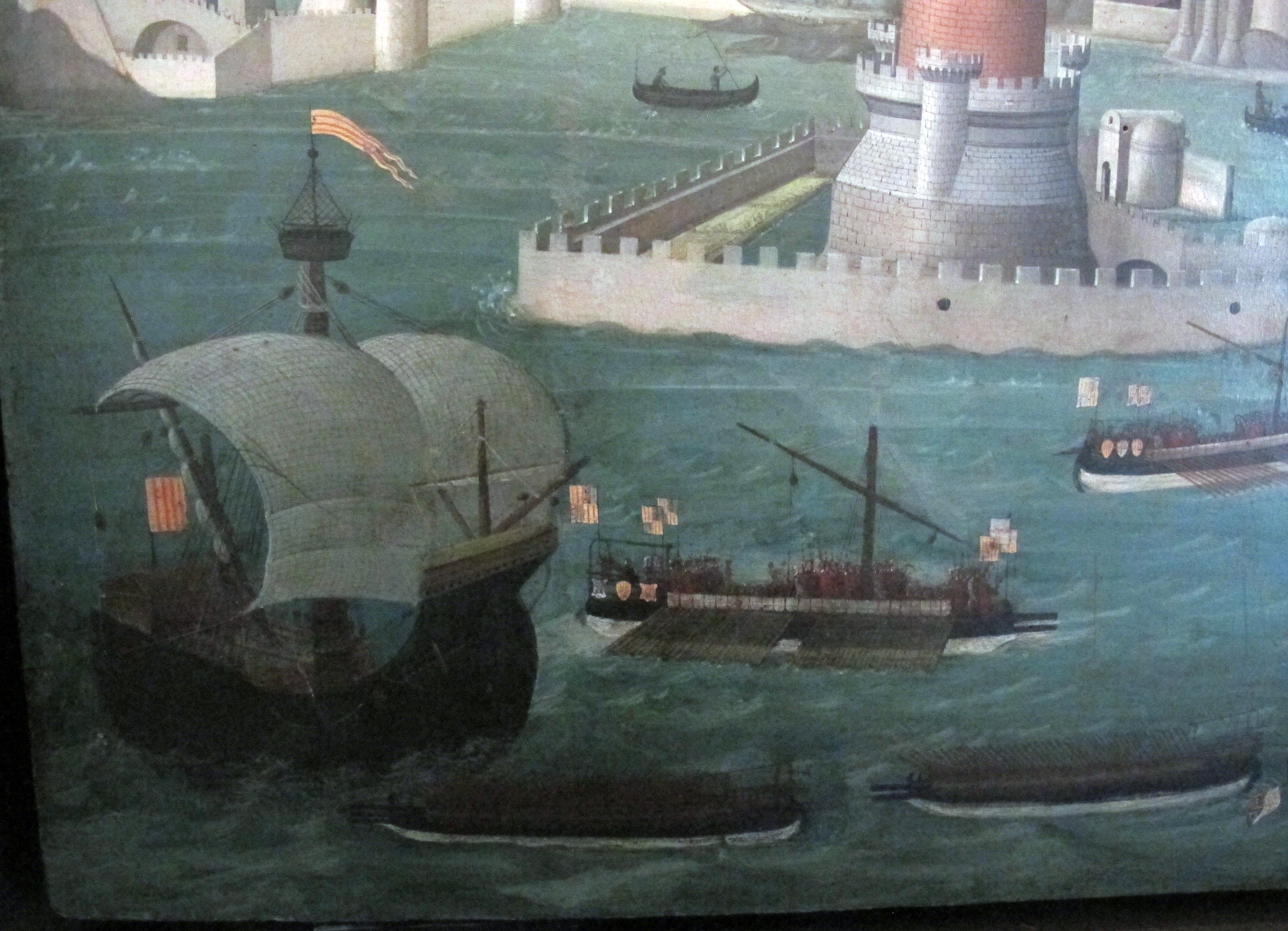
Detall de la Tavola Strozzi. Vaixells que tornen a Nàpols després de la batalla d'Ischia (1465).

- Batalla naval de Sant Feliu de Guíxols: 1285
- Batalla naval de les Formigues: 1285
- Batalla dels Comtes: 1287
- Batalla del cap Orlando: 1299
- Batalla de Gagliano: 1300
- Batalla naval de Càller: 1324
- Batalla naval del Bòsfor: 1352
- Batalla naval de Zonklon: 1352
- Batalla naval de Port del Comte: 1353
- Batalla naval de Barcelona: 1359
- Batalla naval de Bône: 1360
- Setge de Bonifacio: 1420
- Batalla de la Foç Pisana: 1421
- Saqueig de Marsella: 1423
- Setge de Calvi: 1429
- Batalla naval de Ponça: 1435
- Batalla d'Ischia: 1465 (conjura dels Barons)
- Setge de Cefalònia: 1500
- Jornada de Mers el-Kebir: 1506
- Presa d'Orà: 1509
- Setge de Bejaïa: (1514)
- Batalla de Formentera: (1529)
- Jornada de Tunis: 1535
- Batalla de Préveza: 1538
- Batalla de Girolata: 1540
- Batalla de l'illa d'Alboran: 1540
- Jornada d'Alger: 1541
- Setge de Niça: 1543
- Batalla de Gerba: 1560
- Setge de Malta: 1565)
- Batalla de l'illa Terceira: 1582
- Batalla de Lepant (1571)[83][84][85]

### Galeria

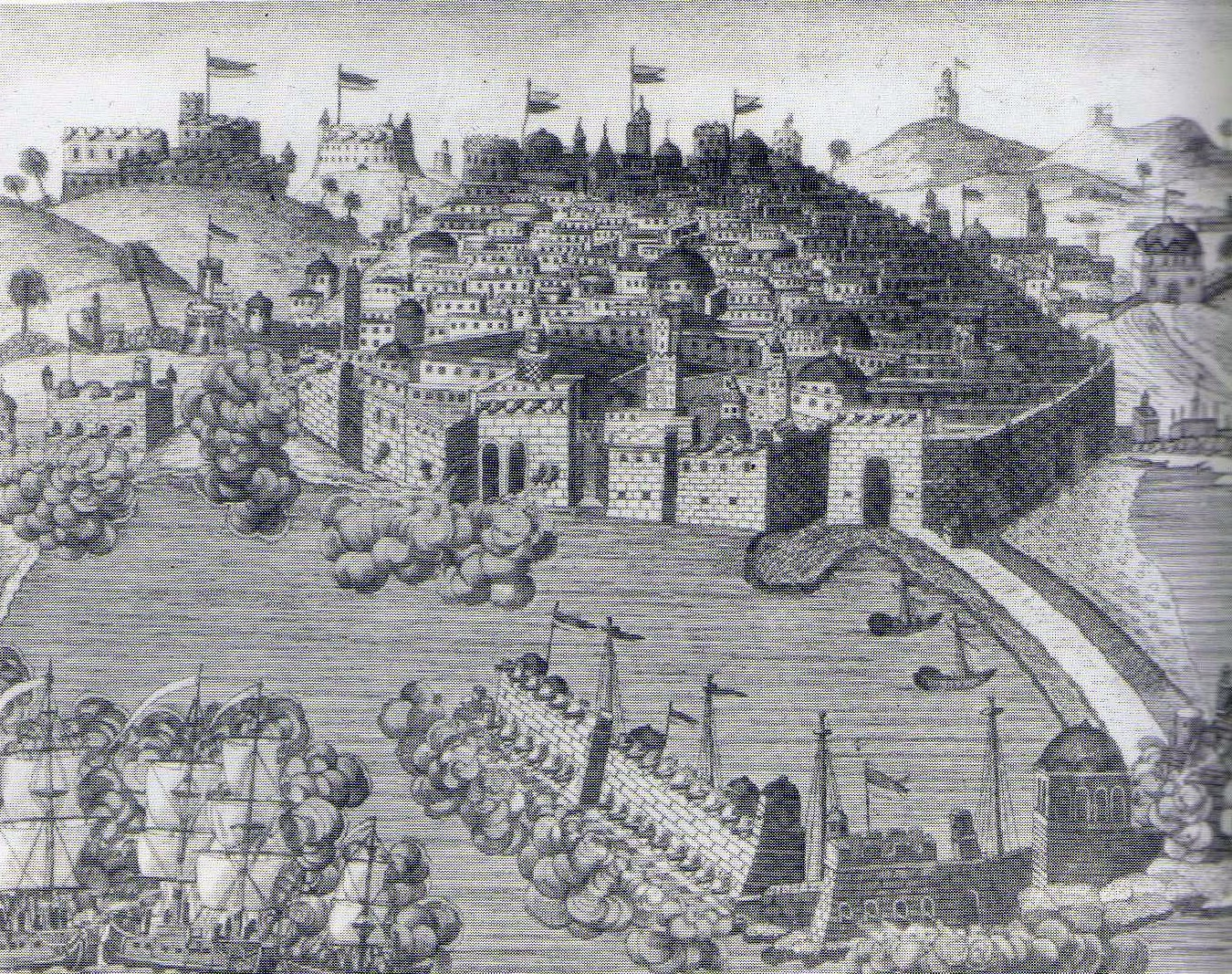
Bombardament d'Alger.
Galeres catalanes a Lepant.
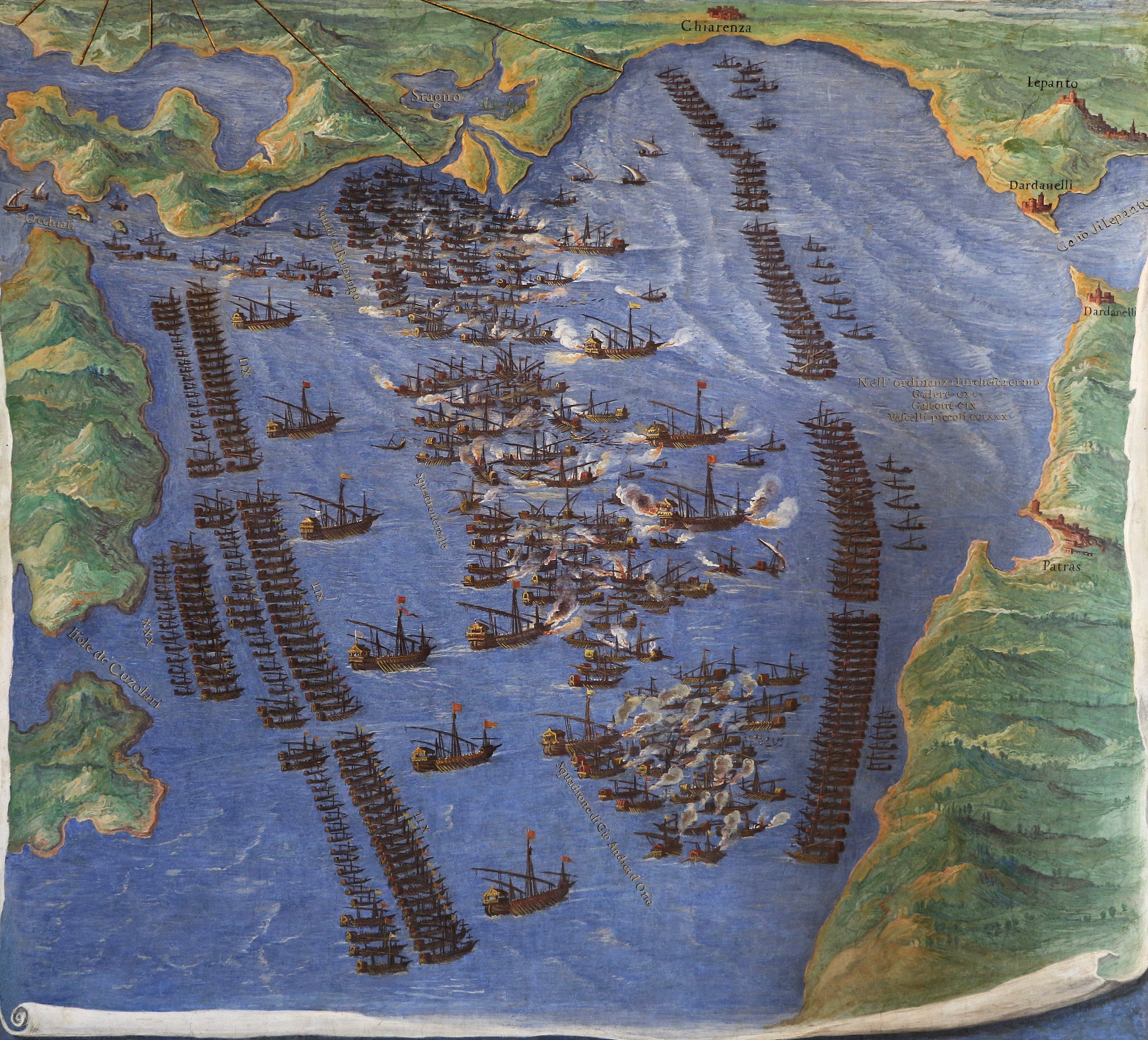
Mapa de Lepant.
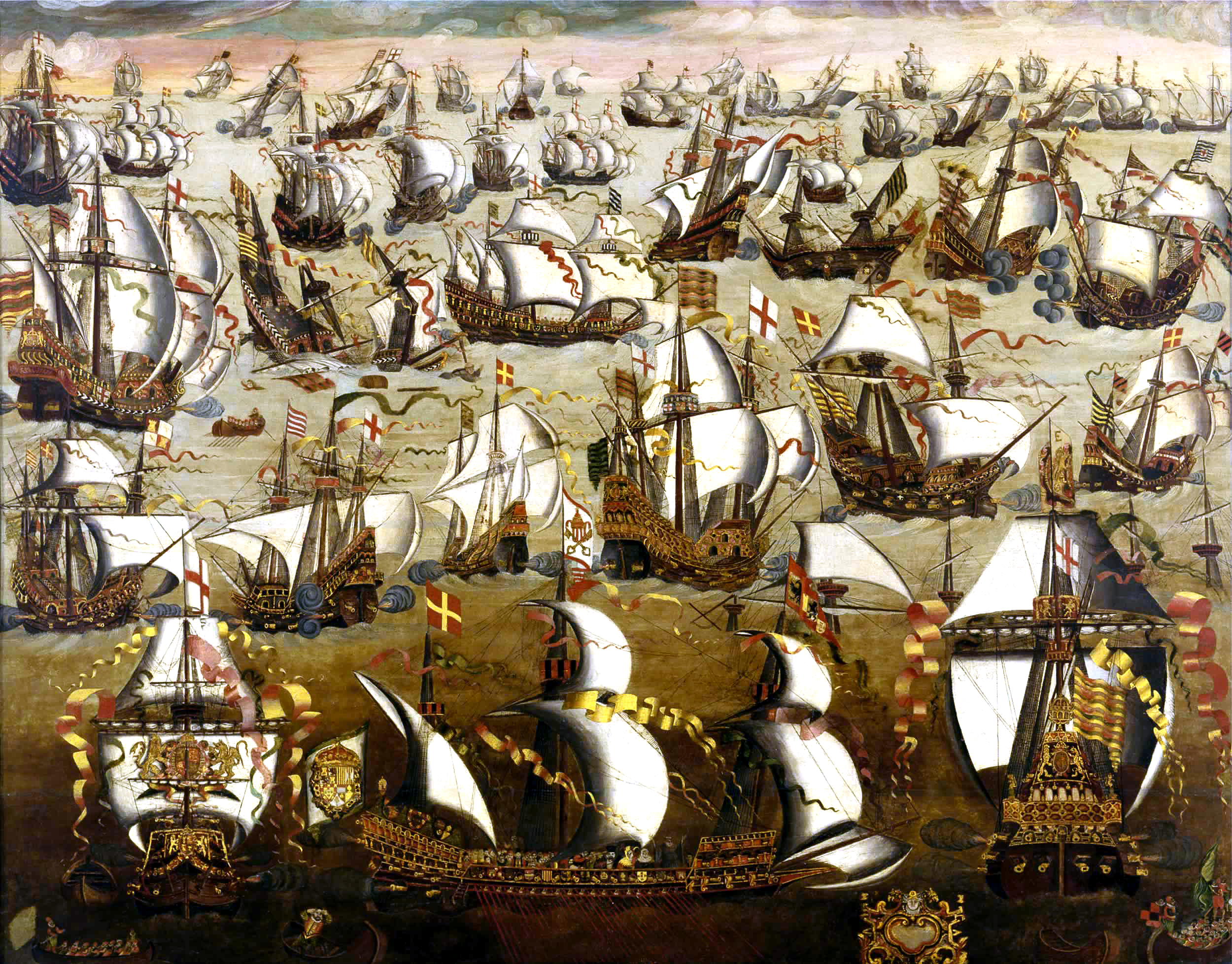
La batalla entre l'Armada espanyola i la flota anglesa.